# أورخان غازي
الملك المُجاهد والسُلطانُ الغازي شُجاعُ الدين والدُنيا أُورخان خان بن عُثمان بن أرطُغرُل القايوي التُركماني (بالتُركيَّة العُثمانيَّة: الملكُ المُجاهد غازى سُلطان اورخان خان بن عُثمان بن ارطُغرُل، ويُعرف كذلك باسم أورخان بك (بالتركية: Orhan Bey) ورسم ابن بطُّوطة اسم هذا السُلطان بشكل: «أُرخان بك» بضمّ الهمزة وخاء مُعجَّمة؛ هو ثاني سلاطين آل عُثمان والابن الثاني لِمُؤسس هذه السُلالة الملكيَّة عُثمان الأوَّل. وُلد في مدينة سُكود عاصمة إمارة والده سنة 687هـ المُوافقة لِسنة 1281م، والدتُه هي مال خاتون بنت الشيخ «إده بالي»، وجدُّه لِأبيه هو الأمير الغازي أرطُغرُل بن سُليمانشاه، وجدَّتُه لِأبيه هي حليمة خاتون.
تولَّى السُلطة سنة 726هـ المُوافقة لِسنة 1326م بعد وفاة والده، وبعد أن تنازل لهُ أخوه علاءُ الدين عن العرش طوعًا، وقد امتدَّ حكمه قُرابة خمسٍ وثلاثين سنة. شهد عهده توسُّع الإمارة العُثمانيَّة وضمِّها لِلعديد من الأراضي والبِلاد المُجاورة وتصفية آخر مراكز النُفوذ والقُوَّة الروميَّة في آسيا الصُغرى، فهزمت الجُيُوش العُثمانيَّة الروم بِقيادة الإمبراطور أندرونيقوس الثالث پاليولوگ في معركة پيليكانون، وفتحت ما تبقَّى من قِلاعٍ وحُصونٍ بيزنطيَّةٍ في غرب وشمال غرب الأناضول، ثُمَّ حوَّل أورخان أنظاره ناحية جيرانه المُسلمين ففتح أراضي إمارة قرەسي وضمَّها إلى مُمتلكاته. وقد استفاد أورخان من النزاع الأُسري والحرب الأهليَّة التي نشبت في بلاد الروم بعد وفاة الإمبراطور أندرونيقوس الثالث واعتلاء يُوحنَّا الخامس ذي السنوات التسع العرش، إذ استعان به الإمبراطور القائم بِحُكم الأمر الواقع يُوحنَّا السادس قانتاقوزن لِقتال أنصار الإمبراطور الشرعي اليافع بِقيادة والدته حنَّة الساڤويَّة، ممَّا سمح لِلعُثمانيين بِالحُصول على الكثير من الغنائم الحربيَّة من مُختلف أنحاء تراقية، وقد تزوَّج أورخان بِتُيُودورة ابنة الإمبراطور لِقاء هذه الخدمات. وفي الحرب الأهليَّة الأُخرى التي دارت رحاها بين الروم ما بين سنتيّ 1352 و1357م، عاود قانتاقوزن الاستعانة بِأُورخان ضدَّ يُوحنَّا الخامس نفسه هذه المرَّة، ومنحهُ لقاء هذه الخدمة قلعة «جنبي» الواقعة في شبه جزيرة قلِّيبُلِي قُرابة سنة 1352م. وفي يوم 6 صفر 755هـ المُوافق فيه 2 آذار (مارس) 1354م، ضرب زلزالٌ شديد قلِّيبُلِي فدمَّرها وانهارت أسوارها، فعبر إليها العُثمانيُّون بِقيادة سُليمان بن أورخان وسيطروا عليها وأعادوا تعميرها، لِيكون ذلك أوَّل استقرارٍ إسلاميٍّ بِالبلقان، وأولى الخُطوات العُثمانيَّة نحو حصار القُسطنطينيَّة.
تكمُنُ قيمة أورخان في التاريخ الإسلامي أنَّهُ شهد أوَّل استقرارٍ لِلمُسلمين في أوروپَّا الشرقيَّة، كما شهد ظُهور نظامٍ عسكريٍّ جديدٍ وأوَّل جيشٍ نظاميٍّ في القارَّة العجوز هو جيش الإنكشاريَّة، الذي قُدِّر لهُ أن يكون أعظم جيشٍ في العالمين الإسلاميّ والمسيحيّ لِفترةٍ طويلةٍ من الزمن، وأن يُلقي الرُعب في قُلوب المُلوك والأباطرة والأُمراء الأوروپيين لِمُدَّة أربعة قُرونٍ مُتتالية، بِالإضافة إلى ظُهور الإمارة العُثمانيَّة التي أصبحت تمتد من أنقرة إلى تراقية، بعد أن ضاعف الأراضي التي ورثها عن والده ست مرَّات، وأرسى أوَّل تنظيمٍ لِلدولة. دام حُكم أورخان خمسًا وثلاثين سنة، وعندما تُوفي كان في الحادثة والثمانين من عُمره، ليكون بِذلك أطول من عمَّر من سلاطين بني عُثمان، وكما كان حالُ والده، عاش أورخان حياةً زاهدةً أقرب إلى حياة المُتصوفين، ولم يُلقَّب بِالسُلطان رُغم شُيُوع ذلك اللقب في المُؤلَّفات التي تتحدث عنه، بل عُرف بِلقب «بك» أي «أمير». وعندما زار الرحَّالة المُسلم ابن بطوطة الأناضول في فترة حُكم أورخان وقابله هُناك، قال عنه: «إِنَّهُ أكبَرُ مُلُوكِ التُركُمَان، وَأكثَرَهُم مَالًا وَبِلَادًا وَعَسكَرًا، وَإنَّ لَهُ مِنَ الحُصُونِ مِا يُقَارِبُ مَائَة حِصنٍ، يَتَفَقَّدُهَا وَيُقِيمُ بِكُلِّ حِصنٍ أيَّامًا لِإصلَاحِ شُؤُونِهِ». ووصفه المُؤرِّح أحمد بن يُوسُف القرماني بِقوله: «وَكَانَ  مَلِكًا جَلِيلًا، ذَا صُورَةٍ حَسَنَةٍ، وَسِيرَةٍ مَرْضِيَّةٍ، وَكَرَمٍ وَافِرٍ، وَعَدْلٍ مُتَكاثِرٍ. بَنَى بِإِزْنِيق جَامِعًا وَمَدْرَسَة، وَهِيَ أَوَّلُ مَدْرَسَة بُنِيَت فِي الدَّوْلَةِ الْعُثْمَانِيَّةِ».

## حياته قبل الإمارة

### بداياته

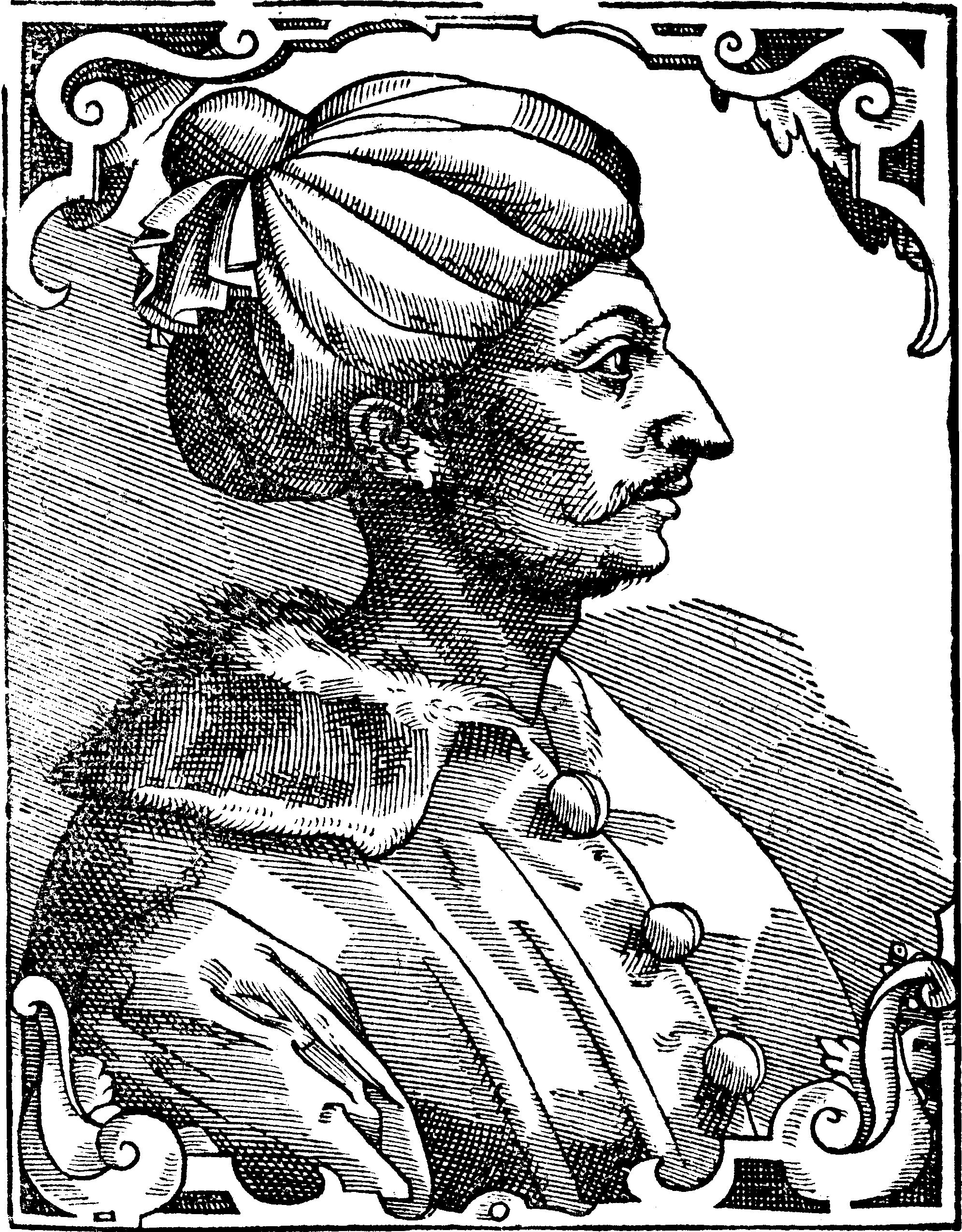
رسمٌ تخيُليٌّ لِأورخان في شبابه.

لا يُعرف سوى القليل عن شباب أورخان وحياته قبل تولِّيه زعامة إمارة أبيه، كما أنَّ هُناك خِلافٌ حول تاريخ ميلاده. تنُصُّ أغلب المصادر على أنَّ ميلاد هذا السُلطان كان في سنة 687هـ المُوافقة لِسنة 1281م، وبعضُها الآخر يجعل ولادته في سنة 688هـ المُوافقة لِسنة 1281م، وعاش 80 سنة وفقًا لِكتابٍ باسم «مناقب أورخان» كُتب في عصره. كما أنَّ المصادر المُتأخره بعضها يُشير إلى أن ميلاده كان في سنة 1281م والبعض الأخر ينص على أنَّ ميلاده كان في سنة 1274م، أو 1279م، أو 1287م.
لا يُعرف كيف قضى أورخان غازي طُفُولته وشبابه، كما لا يعُرف كيف تربَّى وتعلَّم، بل حتَّى لا يُعرف إن كان أُميًا أم مُتعلمًا. أوَّلُ ظُهورٍ مُوثقٍ لِأورخان غازي في التاريخ كان في سنة 1298م عند زواجه من ابنة صاحب يار حصار، وتُدعى نيلوفر خاتون، فولدت لهُ سُليمان ومُراد. ظهر مرَّة أُخرى عندما نقل والده مركز دولته من بيله جك إلى يني شهر في سنة 1299م حيثُ أُرسل أورخان مع الأتابك گُندز ألب صاحب الخبرة إلى قراجة حصار. وفي سنة 1300م فتح أورخان قلعة كوبري حصار ومن بعدها أصبح أميرًا لِلحُدود في قراجة حصار. ومن بعد ذلك حصل على رُتبة بكلربك أو أمير الأُمراء، وعُيِّن قائدًا لِجيش الإمارة الصغير وانضم إلى كُل عمليَّات والده العسكريَّة. فاشترك في حصار إزنيق سنة 1301م، وحرب ديم بوز (دين بوز) سنة 1303م، بينما لم يُشارك في حرب لفكه لبقائه في إسكي شهر وقراجة حصار لمواجهة تهديدات الإمارة الكرميانيَّة التُركمانيَّة المُجاورة. وقد بقي معه رجال والده الموثوقين ككوسه ميخائيل وصالتوق ألب. وأثناء انشغال والده بالفُتوحات قام الأمير الكرمياني «چفدر تتر» بالهُجوم على سوق قراجة حصار ونهبه ثُمَّ انسحب. اقتفى أورخان أثر الناهبين ولحقهم حتَى قلعة چفدر حصار، وأعاد ما نهبوه وأسر ابن چفدر تتر. وقد عقد عثمان غازي مُعاهدة مع الكرميانيين بهذا الأسير وأرجعه لوالده.
وعندما قرر عُثمان البقاء في قراجة حصار لصد أي هُجومٍ مُحتملٍ لِلكرميانيين، أرسل ولدهُ مع بعض القادة العسكريين من رفاق دربه وقادة الآخية الفتيان أمثال «غازي ألبلر»، و«آقچه خوجة» و«قُونور ألب» و«الغازي عبدُ الرحمٰن» و«كوسه ميخائيل» إلى صقارية في سنة 1305م. ووفقًا لِعاشق باشا زاده فإنَّ تلك الغزوة كانت أوَّل حربٍ يقودها أورخان غازي. كما فتح أورخان قلعة «قرەچپوش» ذات الأهمية الاستراتيجية، وقلعة «قرەتكين» الواقعة أمام إزنيق، وقلعة أبسوه، وانضمَّ بعد ذلك إلى والده في يني شهر، وكان الهدف من تلك الحملات والغزوات قطع الإمدادات القادمة إلى إزنيق وإجبار حاميتها على الاستسلام. وقد اكتسب أورخان تجربته العسكرية في تلك الحروب. تشيرُ بعض المصادر أيضًا أنَّ عُثمان أرسل ولده أورخان ما أن بلغ العشرين من عُمره لِيتولَّى حُكم مُقاطعة «ناقهير» الصغيرة، لكنَّ الأخير لم يمكث فيها طويلًا، وعاد إلى العاصمة سُكود سنة 1309م.

### فتح بورصة

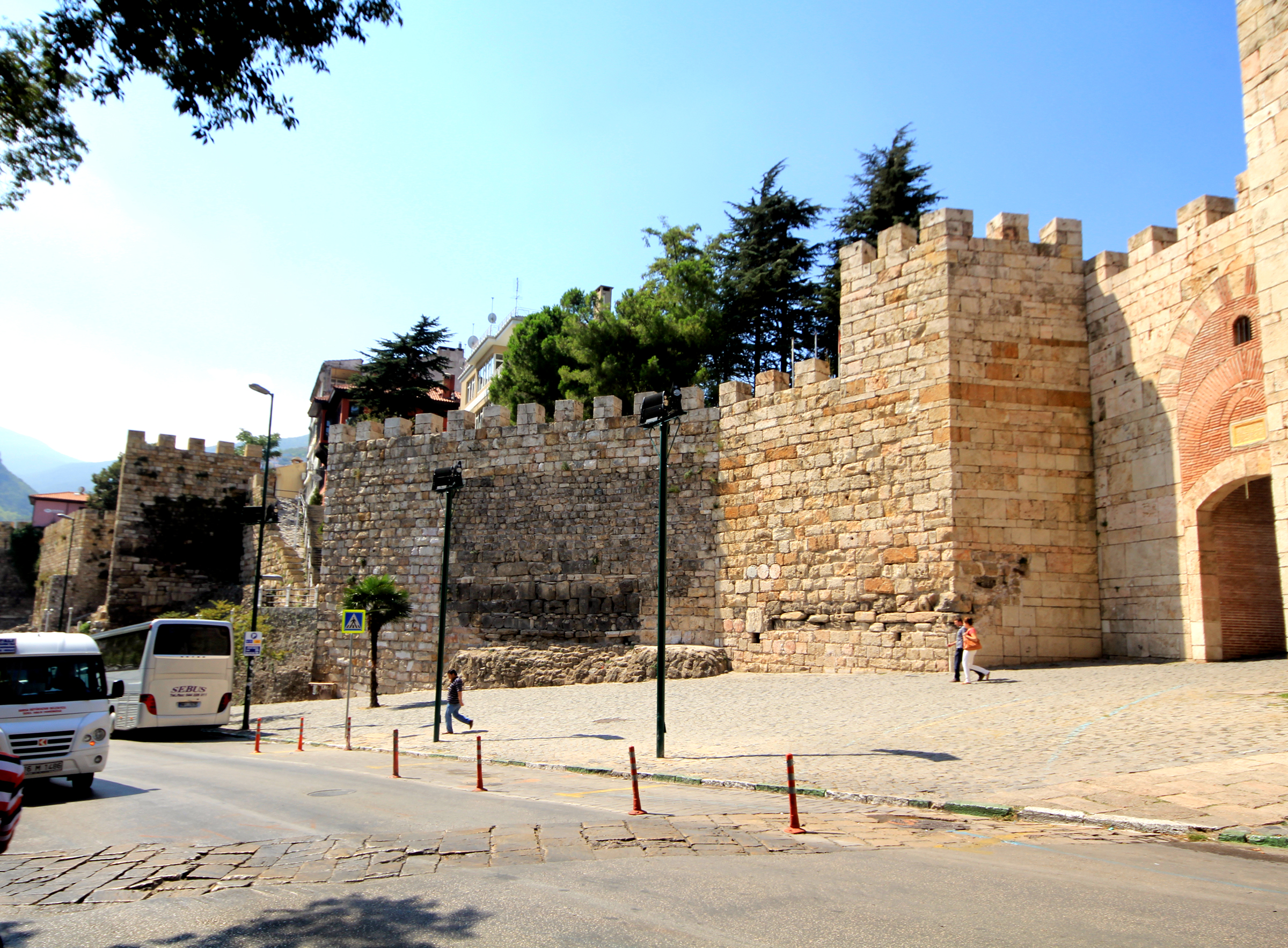
جانب من أسوار مدينة بورصة القديمة التي حاصرها العُثمانيّون قُرابة 10 سنوات.

ركَّز السُلطان عُثمان جُهوده في سنواته الأخير على فتح المُدن الروميَّة الكبيرة المعزولة، ورأى أن يبدأ بِفتح مدينة بورصة، فبنى بالقُرب منها قلعتين تُشرفان عليها وتُحيطان بها، (وفي إحدى الروايات ثلاثة حُصون). استمرَّ الحصار العُثماني لِبورصة ما بين 10 و11 سنة، ويرجع طول الحصار إلى عدم امتلاك العُثمانيين أيَّة أدوات حصار في تلك الفترة من تاريخهم، كما أنَّ المدينة نفسها كانت حصينة ومنيعة، إذ حمتها قلعة يبلغ طولها 3400 متر تحتوي على 14 بُرج مراقبة و6 أبواب ضخمة، وكان هناك سورين سميكين في المنطقة الواقعة تحت جبل أولوطاغ المُجاور لِلمدينة. وأثناء استمرار عمليَّة الحصار، قام عُثمان وقادته بتطهير جوار الإمارة من بقايا الحُصون الروميَّة، ففتحوها الواحد تلو الأُخرى، ودخل بعض قادة تلك الحُصون مع حامياتهم في خدمة عُثمان، وأسلم البعضُ منهم فيما بقي البعض الآخر على المسيحيَّة. وفي تلك الفترة أُصيب عُثمان بِداء النٌقطة (الصرع)، فبدا واضحًا أنه لم يعد قادرًا على قيادة حصار المدينة بنفسه، فعهد إلى ابنه أورخان باستكمال الأمر، واعتزل هو الخُروج مع الجُيوش ولازم دياره. واستمرَّ حصار أورخان للمدينة دون أي قتالٍ أو حرب، لكنَّه تابع عزلها عن مُحيطها، ففتح مودانيا قاطعًا صلة المدينة بالبحر، ثُمَّ فتح بلدة «پرونتكوس» في الساحل الجنوبي لِإزميد، وغيَّر اسمها إلى «قرەمُرسل» تيمنًا باسم فاتحها «قرەمُرسل بك»، كما فتح بلدة «أدرانوس» أو «أدرنوس» الواقعة جنوب بورصة على قمة جبل أناضولي طاغ، التي وُصفت بأنها مفتاح المدينة، وسُميت «أورخان ألي». ضيَّق العُثمانيّون الحصار على المدينة حتَّى دبَّ اليأس في قلب حاكمها وحاميتها، وأيقن الإمبراطور البيزنطي أنَّ سُقوطها في أيدي المُسلمين مسألة وقتٍ لا أكثر، فاتخذ قرارًا صعبًا، وأمر عامله عليها بإخلائها، ففعل، وانسحبت الحامية الروميَّة من المدينة، ودخلها أورخان يوم 2 جُمادى الأولى 726هـ المُوافق فيه 6 نيسان (أبريل) 1326م، ولم يتعرَّض لأهلها بِسُوء بعد أن أقرّوا بالسيادة العُثمانيَّة وتعهدوا بدفع الجزية. واستسلم صاحب المدينة المدعو «أقرينوس» إلى أورخان، ثُمَّ أشهر إسلامه أمامه وبايع أباه عُثمان ودخل في طاعته، فأُعطي لقب «بك» إكرامًا له وتقديرًا لما أبداه من شجاعةٍ وصبرٍ خِلال الحصار الطويل، وأصبح من قادة الدولة العُثمانيَّة البارزين فيما بعد، وتأثر به عددٌ آخر من قادة الروم الذين بقوا في المدينة وحُصونها المُجاورة، فأشهروا إسلامهم وانضموا تحت لواء العُثمانيين. وبهذا فُتحت بورصة بعد طول انتظار، وأسرع أورخان عائدًا إلى سُكود لينقل الخبر إلى والده.

## تولِّيه الإمارة

### ظُروف تولِّي أورخان السُلطة

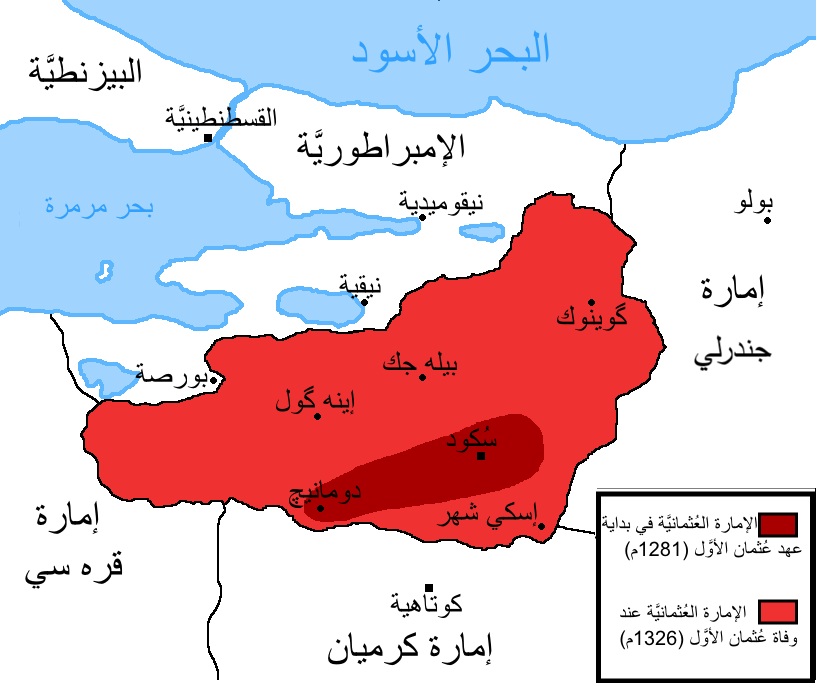
خارطة تُبيَّن حُدود الإمارة العُثمانيَّة في بداية عهد السُلطان أورخان غازي وعند وفاة والده عُثمان الأوَّل (الأحمر الباهت).

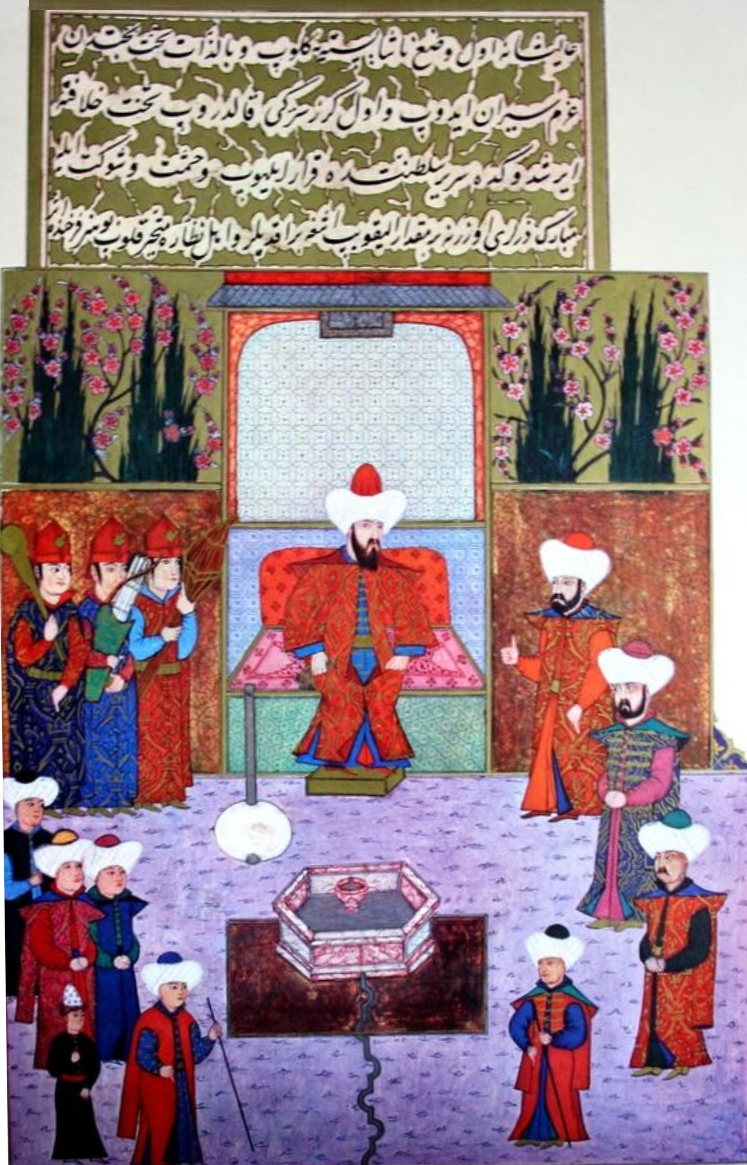
أورخان عند تربُّعه على تخت الإمارة.

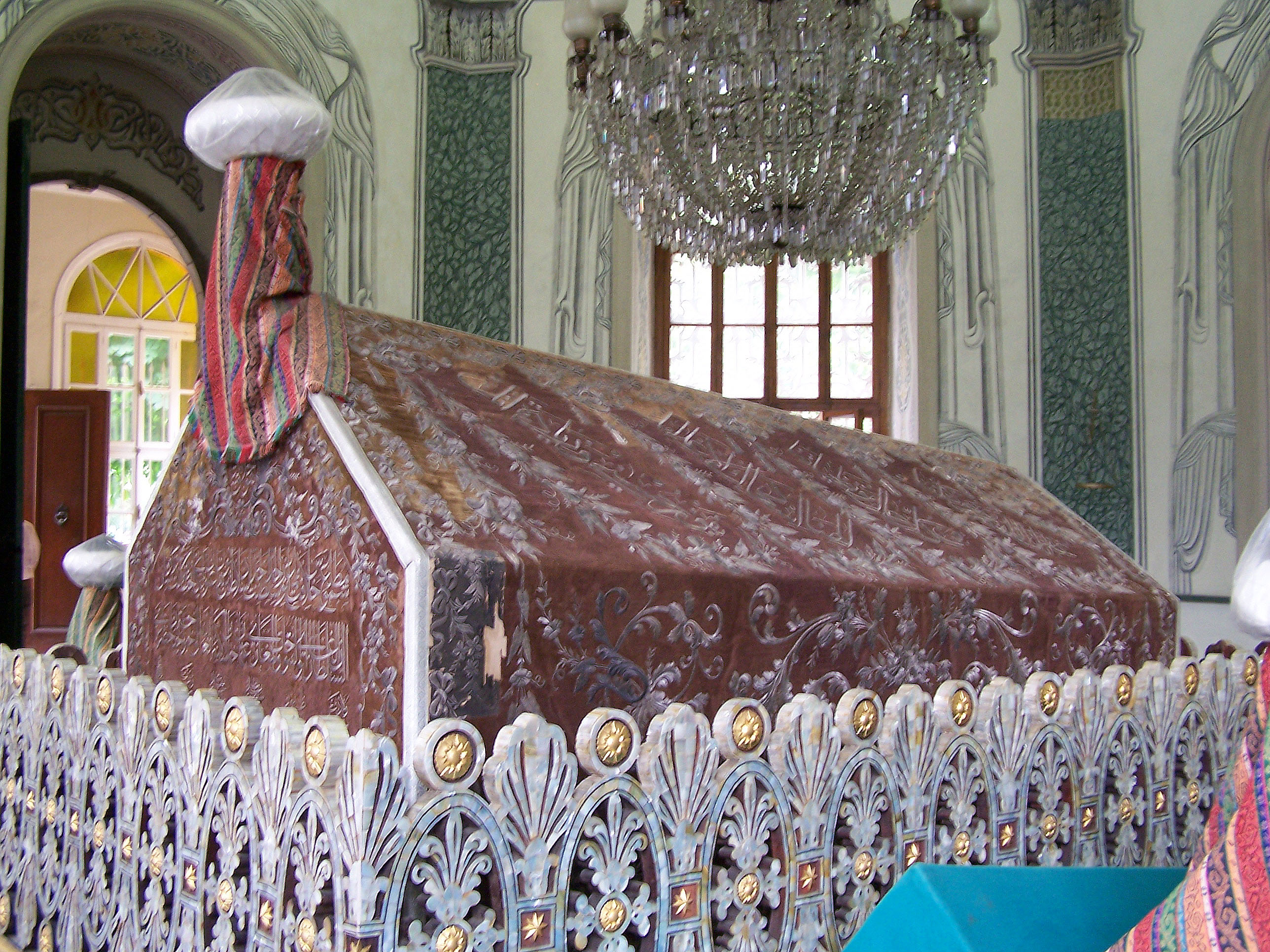
قبر عُثمان الأوَّل في مدينة بورصة.

لمَّا بلغ أورخان سُكود استُدعي على الفور إلى والده، فوجده في حالة النزاع، ولم يلبث أن أسلم الروح بعد أن أوصى بالمُلك من بعده لِأورخان، وهو ثاني أولاده، بعد أن رآه أفضل وأكثر تهيُئًا لِزعامة الإمارة وقيادة الدولة من أخيه الأكبر علاء الدين، الذي اتصف بالورع الديني وميله إلى العُزلة. على أنَّ بعض المُؤرخين قالوا بِأنَّ موضوع حُصول أورخان على الإمارة وهل كان في حياة والده أم بعد وفاته محل نقاش. ووفقًا لِلمُؤرِّخ الرومي «ليونيكوس خلقوقوندليس» (الذي تحدث دون أن يستند إلى مصدر) فأنَّ أورخان حين توفي والده انسحب إلى جبل أولوطاغ وجمع الجنود حوله ثُمَّ حارب إخوته: بازارلي بك، وجوبان بك، وحميد بك، وعلاءُ الدين باشا، ومالك بك، وصاووجي بك، وهزمهم وسيطر على العرش بِالقُوَّة. وقال ابن كمال أوَّل المُؤرخين العُثمانيين في تاريخه أنَّ أورخان أصبح أميرًا بقرار قادة جماعة الآخية الفتيان المُجاهدين والمُرابطين على الثُغور الإسلاميَّة في الأناضول، والذين كانوا يُكنُّون كامل الاحترام والوفاء لِوالده عُثمان. ووفقًا لِلرأي السائد، وهو رأي المُؤرخين العُثمانيين الأوائل أمثال عاشق زاده باشا وأوروچ بك ونصري باشا والحكايات المسرودة المقبولة والشائعة، فإنَّ وُجهاء الإمارة اجتمعوا مع أولاد عُثمان غازي بعد وفاته، وفي هذا الاجتماع اقترح أورخان ولاية أخيه علاءُ الدين، ولكنَّ علاء الدين رفض هذا المُقترح، وأفاد أنَّهُ يرى أنَّ أخيه أورخان هو المُناسب لِهذا المنصب بسبب نجاحاته العسكريَّة، ووافقهُ في ذلك وُجهاء الإمارة، وهكذا أصبح أورخان أميرًا على بِلاد أبيه، وقد ناهز الأربعين من عُمره، واكتفى علاءُ الدين بِمنصب الوزارة وإدارة الشُؤون الداخليَّة، لِيكون بِهذا أوَّل صدرٍ أعظمٍ في التاريخ العُثماني. كان الاتفاق على تولية أورخان إمارة أبيه أحد أهم الانجازات التي حقَّقها العُثمانيُّون في تلك الفترة من تاريخهم، فقد تخطوا استحقاق وفاة زعيمهم الكبير من دون أن تتكبَّد الإمارة العتيدة أي خسارة لِوحدتها، ذلك أنَّ العُثمانيين لم يتبعوا التقليد التُركي والمغولي، كما فعلت الإمارات التُركمانيَّة المُحيطة بهم، القائم على اقتسام السُلطة وتوزيعها بين الإخوة. وهكذا ورث أورخان دولةً ليست لها قوانين أو عملة أو حُدود واضحة، يُحيطُ بها جيران أقوى منها، فكان عليه أن يُقيم دولةً راسخة الأقدام، والتوسُّع على حساب جيرانه، وتحويل أتباعه إلى أُمَّة.

### وصيَّة والده
تنصُّ بعض المصادر العربيَّة والعُثمانيَّة أنَّ عُثمانًا ترك وصيَّةً مكتوبة لِولده أورخان يوصيه فيها بإكمال مسيرة الغزو والجهاد ضدَّ الروم، وأن يلتزم بتعاليم الشريعة الإسلاميَّة ويُلازم العُلماء ويعدل مع الرعيَّة ويحميها، ويُخلص إلى الإسلام ورسالته. كما تضمَّت وصيَّته بعض النصائح إلى سائر أبناءه وإلى رفاق دربه الذين شهدوا معه كُل الغزوات أو مُعظمها. ويرى بعض الباحثين أنَّ أساس نجاح أورخان ومن قبله والده عُثمان كان الالتزام بِهذه المبادئ وعدم الحياد عنها. أمَّا نص الوصيَّة فهو:
يا بُنيّ: إيَّاك أن تشتغل بِشيءٍ لم يأمر به الله ربُّ العالمين، وإذا واجهتك في الحُكم مُعضلة فاتخذ من مشورة عُلماء الدين موئلًا. يا بُنيّ: أحط من أطاعك بِالإعزاز. وانعم على الجُنود، ولا يغُرَّنَّك الشيطان بِجُندك وبِمالك، وإيَّاك أن تبتعد عن أهل الشريعة. يا بُنيّ: إنَّك تعلمُ أنَّ غايتنا هي إرضاءُ الله ربُّ العالمين، وأنَّ بِالجهاد يعِمُّ نور ديننا كُلَّ الآفاق، فتحدُث مرضاة الله . يا بُنيّ: لسنا من هؤلاء الذين يُقيمون الحُروب لِشهوة حُكمٍ أو سيطرة أفرادٍ، فنحنُ بالإسلام نحيا ولِلإسلام نموت، وهذا يا ولدي ما أنت لهُ أهل. إعلم يا بُنيّ، أنَّ نشر الإسلام، وهداية النَّاس إليه، وحماية أعراض المُسلمين وأموالهم، أمانةٌ في عُنقك سيسألك الله  عنها. يا بُنيّ: إنني أنتقلُ إلى جوار ربي، وأنا فخورٌ بك بأنَّك ستكون عادلًا في الرعيَّة، مُجاهدًا في سبيل الله، لِنشر دين الإسلام. يا بُنيّ: أوصيك بِعُلماء الأُمَّة، أدم رعايتهم، وأكثر من تبجيلهم، وانزل على مشورتهم، فإنهم لا يأمُرون إلَّا بخير. يا بُنيّ: إيَّاك أن تفعل أمرًا لا يُرضي الله ، وإذا صعُب عليك أمرٌ فاسأل عُلماء الشريعة، فإنهم سيدلُّونك على الخير. واعلم يا بُنيَّ أنَّ طريقنا الوحيد في هذه الدُنيا هو طريقُ الله، وأنَّ مقصدنا الوحيد هو نشر دين الله، وأننا لسنا طُلَّاب جاهٍ ولا دُنيا. وصيَّتي لِأبنائي وأصدقائي، أديموا عُلوَّ الدين الإسلامي الجليل بِإدامة الجهاد في سبيل الله. أمسكوا راية الإسلام الشريفة في الأعلى بِأكمل جهاد. اخدموا الإسلام دائمًا؛ لِأنَّ الله  قد وظَّف عبدًا ضعيفًا مثلي لِفتح البُلدان. اذهبوا بِكلمة التوحيد إلى أقصى البُلدان بِجهادكم في سبيل الله، ومن انحرف من سُلالتي عن الحق والعدل حُرم من شفاعة الرسول الأعظم ﷺ يوم الحشر. يا بُنيّ: ليس في الدُنيا أحدٌ لا يُخضع رقبتهُ للموت، وقد اقترب أجلي بِأمر الله  أُسلمُك هذه الدولة وأستودعك المولى . إعدل في جميع شؤونك…

## إنشاء جيش الانكشاريَّة

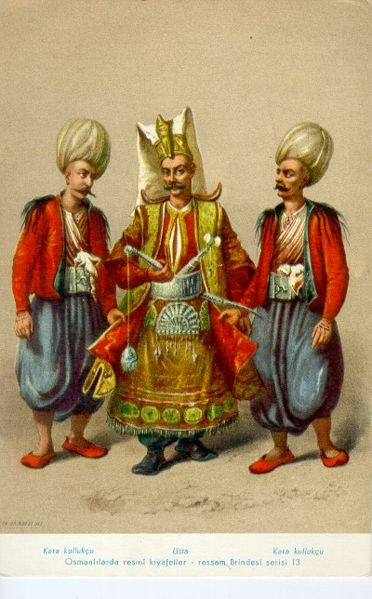
إنكشاريُّون.

عني أورخان بِتنظيم إمارته تنظيمًا مُحكمًا، والتفت في بداية حُكمه إلى سن القوانين وإحداث التنظيمات الضروريَّة لِحماية إمارته، وأدرك أنَّ الأعباء المُلقاة على عاتقها أكبر من إمكاناتها، وبِخاصَّةً بعد أن أصبحت الإمبراطوريَّة البيزنطيَّة تنظر إليها بِعين الريبة، ولِذا اهتمَّ أولًا بِإعادة تنظيم الجيش الذي يُشكِّلُ عماد الدولة، فلجأ إلى وسيلةٍ تكفل لهُ زيادة عدد أفراده وتوفير فئة خاصَّة شديدة الولاء لِلدولة. لم يكن لِلإمارة العُثمانيَّة عند قيامها جيشٌ نظاميٌّ تعتمدُ عليه، وقد وقع عبء الفُتوح الأولى كُلها على عاتق المُجاهدين والباحثين عن الغنائم وجماعات الدراويش، وكانوا كُلَّهم من الفُرسان، فيجتمعون في مكانٍ مُحددٍ عن طريق المُنادين، ثُمَّ يخرجون إلى الحرب، فإذا انتهت تفرَّقت جُمُوعهم وعاد كُلُ واحدٍ إلى عمله الأساسي. والواقع أنَّ العُثمانيين اعتمدوا، مُنذُ أوَّل ظُهورهم في التاريخ، نظامًا إقطاعيًا كان الهدف منهُ تأمين مصدرٍ ثابتٍ لِإمداد جُيُوشهم بِالجُند، يُغنيهم عن إنشاء جيشٍ نظاميٍّ دائمٍ ويُوفِّرُ لهم نفقاته، وكان أساس هذا النظام هو إقطاع أو منح المُحاربين والمُجاهدين بعض المُقاطعات الزراعيَّة مُقابل التزامهم بِأن يكونوا دومًا على استعدادٍ لِلسير إلى الحرب متى يُدعون إليها، مع أعدادٍ من الفُرسان من أتباعهم تتناسب ومساحة الإقطاعة الممنوحة لِكُلٍ منهم، وأن يُجهزوهم بِكُل ما يحتاجون إليه من خيلٍ وسلاحٍ. بناءً على هذا، وضع الصدر الأعظم علاءُ الدين باشا نظامًا لِلجُيوش التابعة لِأخيه السُلطان وجعلها دائميَّة، وقسَّمها إلى وحدات تتكوَّن كُل وحدة من عشرة أشخاص، أو مائة شخص، أو ألف شخص، وخصَّص خُمس الغنائم لِلإنفاق منها على الجيش، وأنشأ لها مراكز خاصَّة يتم تدريبُها فيها.

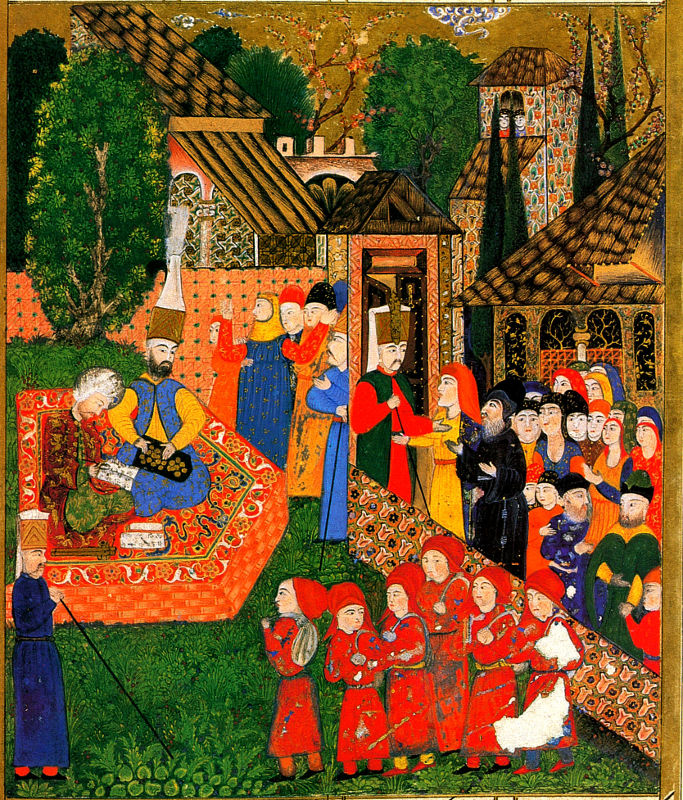
مُنمنمة عُثمانيَّة تُصوِّرُ تجنيد بعض الفتيان البلقانيين في جيش الإمارة العُثمانيَّة. اعتمد السُلطان أورخان هذه الطريقة في سبيل إنشاء جيشٍ لا يتعصَّب لِأيِّ طرفٍ أو قبيلةٍ من القبائل التُركمانيَّة في الأناضول بِفعل رابطة الدم، وكي يكون لِلإمارة العتيدة جيشٌ دائمٌ لا يعرف حرفة سوى القتال.

لكنَّ أورخان أدرك، من خِلال عمليَّاته العسكريَّة السَّابقة، حاجتهُ إلى جيشٍ من المُشاة يستطيع بِواسطته أن يفتح القِلاع ويقتحم الأسوار المنيعة، وقد فشلت جُهُوده في تحويل الفُرسان التُرك إلى جُنودٍ مُشاة حتَّى مع تنظيمات أخيه علاء الدين، وكان قبل تلك التنظيمات يُعاني من تأخير الفُرسان الإقطاعيين في الوُصول إلى ساحة القتال في الوقت المُحدَّد، وعدم تحمُّلهم القيام بِعمليَّات حصارٍ طويلة، بِالإضافة إلى أنَّهُ لم يكن من المُمكن الرُكون إليهم في عمليَّاتٍ عسكريَّةٍ بعيدٍ عن مناطق إقطاعاتهم من دون التعرُّض لِبعض المشاق. كما استدرك علاءُ الدين أمرًا خطرًا آخر ظهر في جيش الإمارة العتيدة، وهو تحزُّب كُل فريقٍ من الجُند إلى القبيلة التابع إليها، فخشي انفصام عرى الوحدة العُثمانيَّة التي كان كُل سعيه وسعي شقيقه السُلطان في إيجادها. لِهذا، كان من الطبيعي أن يسعى الرجُلان لِإنشاء جيشٍ من المُشاة دائمٍ ومُحترف، وهذا ما سمحت الظُروف بِتحقيقه في النصف الأوَّل من القرن الرَّابع عشر الميلاديّ، وذلك باستخدام عُنصُر غير مُسلم وغير تُركي، وهو نظامٌ عسكريٌّ جديدٌ لم يكن مُتبعًا في الدُول التُركيَّة الإسلاميَّة السَّابقة على العُثمانيين. كان صاحبُ هذه الفكرة هو قرەخليل باشا الجندرلي، وهو أحد مُستشاري أورخان، فاقترح عليه أن تأخذ الدولة خُمس أسرى الحرب من فتيان الروم مُقابل الضريبة المُستحقة عليهم استنادا إلى قانون الخُمس الذي صدر في عهد أورخان، وأن يُؤخذ أيضًا الأطفال الأيتام والمُشردين من الروم والأوروپيين ويُفصلون عن كُل ما يُذكرهم بِقومهم وأصلهم وتتم تربيتهم تربية إسلاميَّة تشمل الفكر والجسم لِترسيخ مبادئ الإسلام في قُلوبهم وأنفُسهم بحيثُ لا يعرفون أبًا إلَّا السُلطان ولا حرفةً إلَّا الجهاد والحرب، وأن يُخضعوا بعد ذلك لِتدريبٍ عنيفٍ خاص يهدف إلى تقوية أبدانهم وتعويدهم خُشونة العيش، حتَّى إذا بلغوا السن اللائق لِلخدمة العسكريَّة أُدخلوا ضمن فرق الجيش. وممَّا حبَّب هذه الفكرة إلى أورخان وزيَّنها إليه أنَّ هؤلاء الغلمان كان لا يُخشى على تحزُّبهم إلَّا لِلدولة والسُلطان والإسلام نظرًا لِعدم وُجود أقارب لهم يُخشى على ميلهم إليهم، كما استحسن أخوه علاء الدين هذا النظام. ويُذكر أنَّ أخذ الفتيان أو ما اصطُلح على تسميته بـ«ضريبة الغلمان»، كان مقصورًا على رعايا الدولة النصارى الذين يتبعون الكنيسة الأرثوذكسيَّة الشرقيَّة، رُبما بِسبب أنهم يُشكلون الغالبيَّة العُظمى من رعايا الإمبراطوريَّة البيزنطيَّة وبالتالي المناطق التي فتحها المُسلمون. هذا وتقول بعض الروايات أيضًا أن أورخان قرأ كتاب «سياست نامه» لنظام المُلك الوزير السلجوقي وقد ذكر فيه الطريقة المُثلى لِإنشاء قُوَّة مُحاربة من المماليك التُرك عبر تربيتهم على أساس النُظم الإسلاميَّة، ثُمَّ يتم إدخالهم في خدمة القُصُور السُلطانيَّة والدوائر الحُكوميَّة. وبعدها بدأ أورخان في البحث عن طريقة لِتأسيس تلك القُوَّة.

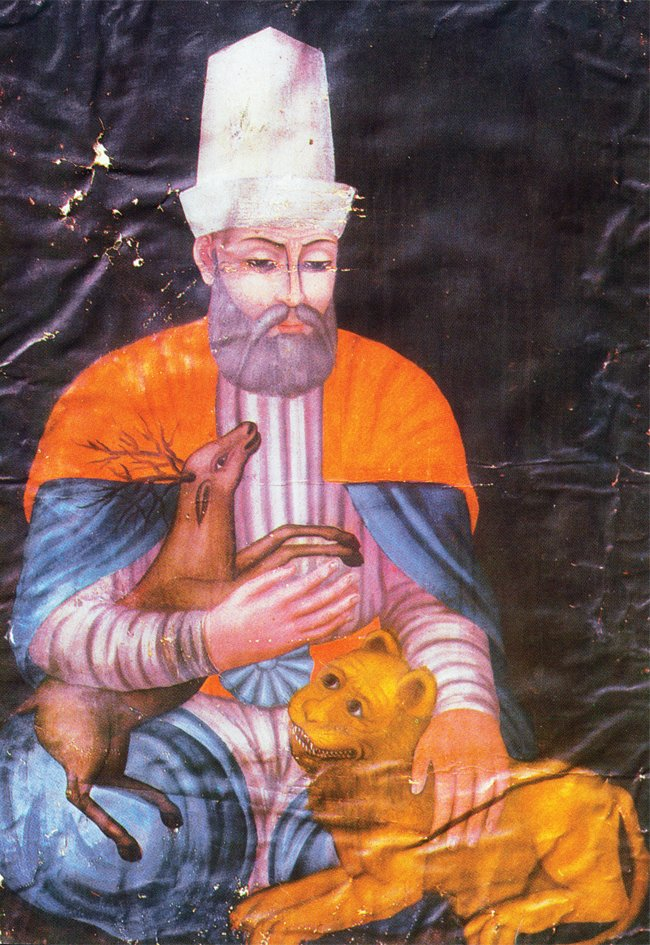
الحاج بكطاش وليّ. يُشاع أنَّهُ بارك الإنكشاريَّة ودعا لهم بِالنصر على الأعداء عندما زاره السُلطان أورخان بصُحبة جيشه الجديد.

بدأ أورخان مُنذ سنة 731هـ المُوافقة لِسنة 1330م بتأسيس جيش بلاده الجديد، فأقام الغلمان والفتيان المُشردين والأيتام في ثكناتٍ خاصَّةٍ تُسمَّى «أوطة» (ثُمَّ حُرِّف لفظها بِالعربيَّة فصارت «أوضة»)، أي «غُرفة»، وجعل يُلقنهم التعليم العسكري الأساسي في مدرسةٍ حربيَّةٍ عُرفت بـ«الأوجاق». ووضع لهم قانونًا خاصًا تضمَّن أربع عشرة مادَّة تُحدِّدُ النظام الداخلي وتنظيم علاقات الأفراد بعضهم بِبعض، كما نصَّ على وُجوب الطَّاعة المُطلقة والانقياد التَّام لِلسُلطان. وحرَّم عليهم الزواج، فكان الفردُ منهم يعيش من دون أملٍ في تكوين أُسرة، كما حرَّم عليهم الاختلاط بِالمُجتمع، وإنما وهبوا أنفُسهم لِلدفاع عن الدين الإسلامي وملَّة المُسلمين والسُلطان، فالإسلامُ عقيدتهم والقُرآنُ كتابهم والسُلطانُ والدهم والثكنة العسكريَّة مأواهم والحربُ مهنتهم. والقصة المشهورة أنَّ أورخان غازي لمَّا صار عنده من هؤلاء الجُنود عددٌ ليس بِقليل سار بهم إلى السيِّد مُحمَّد بن إبراهيم الخُراساني الشهير باسم «الحاج بكطاش ولي» شيخ الطريقة البكطاشيَّة بِأماسية لِيدعو لهم بِالخير ويُباركهم، فدعا لهم بِالخير والبركات والنصر على الأعداء وأن يُبيِّض الله وُجوههم ويجعل سُيوفهم حادَّة قاطعة، وأعطى كُل واحدٍ منهم قطعة من طرف عباءته، فعُلِّقت على رؤوسهم تبرُّكًا بها، وكانوا ينسبون قطع اللبَّاد التي في أغطية رؤوسهم إلى هذا الشيخ، وقال بعد أن باركهم: «لِيَكُن اسمُهُم "يَڭِيچِرِى"»، أي «الجيش الجديد» أو «الجُند الجديد»، وهذا الاسم مُكوَّن من كلمتين: «يڭى» وتعني «الجديد»، و«چرى» وتعني «عسكر». وقد حدث خطأ في نقل الكلمة إلى العربيَّة فالكاف في كلمة «يڭى» هي ڭ، والجيم في «چرى» هي چ، فالكلمة تُكتب «يڭيچرى» وتُنطق «يني تشري». وهُناك بعضُ المُؤرخين الذين يُشكِّكون في صحَّة رُجوع أورخان إلى الشيخ بكطاش ولي، بل يُنفونها، على أساس أنَّ هذا الصُوفيّ تُوفي قبل قرنٍ من إنشاء هذه الفرقة، وإنما باركهم أحد خُلفائه.

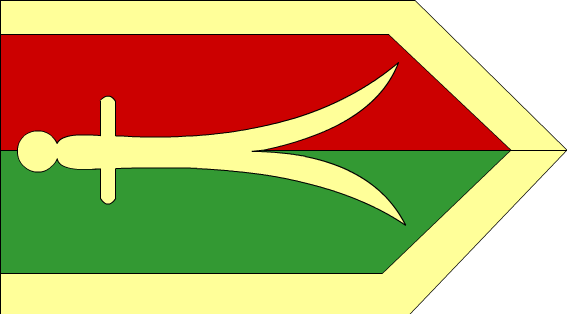
راية الإنكشاريَّة وعليها السيف ذي الفقار.

وكانت راية الجيش الجديد من قُماشٍ أحمر وسطُها هلال، وتحت الهلال صورة لِسيف أطلقوا عليها اسم «ذي الفقار» تيمُنًا بِسيف رابع الخُلفاء الراشدين الإمام علي بن أبي طالب. وعمل أورخان على زيادة عدد جيشه الجديد بعد أن ازدادت تبعات الجهاد ومُناجزة الروم، فاختار عددًا من شباب الروم الذين أسلموا وحسُن إسلامهم، فضمَّهم إلى الجيش واهتمَّ اهتمامًا كبيرًا بِتربيتهم تربية إسلاميَّة جهاديَّة. ولم يلبث الجيش الجديد حتَّى تزايد عدده، وأصبح يضم آلافًا من الجُنود، وقد اعتمد لهم التقسيم العشري سالِف الذِكر، فجعل قائد الفرقة المُكوَّنة من عشرة جُنود يُسمَّى «أونباشي»، وقائد الفرقة المُكوَّنة من مائة «يوزباشي»، وقائد الفرقة المُكوَّنة من ألف «بنباشي». ويعتبر المُؤرخون أنَّ الجيش الانكشاريّ هو أوَّلُ جيشٍ نظاميٍّ دائمٍ ذو أفرادٍ يتلقون الرواتب بانتظام عرفته أوروپَّا قبل قرنٍ كاملٍ من اعتماد شارل السابع ملك فرنسا نظام العساكر الدائمة، والتي يُشار إليها غالبًا خطأً بِأنها أقدم جيشٍ نظاميٍّ في العالم.

## الفُتوحات في الأناضول

### فتح سواحل بحر مرمرة
ظهر أورخان بِمظهر الفاتح في حياة أبيه، وكان قد استولى على بورصة من غير سفكٍ لِلدماء وجعلها عاصمةً لِدولته لِحُسن موقعها، ونقل جُثمان والده إليها لِيُدفن فيها بناءً على وصيَّته التي كتبها قبل مماته: «يَا بُنَيَّ، عِندَمَا أَمُوتُ ضَعْنِي تَحْتَ تِلكَ القِبَّةِ الفِضِّيَةِ فِي بُورُصَة». وهذا هو الرأي الراجح عند عامَّة المُؤرخين العُثمانيين، على أنَّ عاشق زاده باشا مُؤرِّخ ذلك العصر يُفيد بِأنَّ أورخان غازي أعطها لابنه مُراد كسنجق. وبِجميع الأحوال فإنَّ أورخان أمضى الفترة الأولى من عهده مُنشغلًا بِالفُتوحات في الأناضول. وقد اعتُبر خِلال فترة إمارته الأولى هذه تابعًا لِلدولة الإلخانيَّة المغوليَّة في فارس كباقي إمارات الأناضول التُركمانيَّة، واستمر في دفع الضريبة لِلإلخان المغولي المُقيم في تبريز. على أنَّ إمارته كانت قد حازت قُوَّة وشُهرة في البلاط المغولي بِسبب هجماتها وغاراتها على الأراضي الروميَّة. كما كان يُدينُ بِالولاء لِلخليفة العبَّاسي القائم على عرش الخِلافة الإسلاميَّة في القاهرة. أضحت كُلٌ من نيقوميدية ونيقية في بدايات عهد أورخان هدفًا في سياسته التوسُّعيَّة، ثُمَّ استولى على شبه جزيرة بِثِينِيَة الواقعة في أقصى الشمال، وعلى قلعتيّ سمندرة وأبيدوس المُحصنتين، وكانتا تحرُسان الطريق العسكري بين القُسطنطينيَّة ونيقوميدية، ونزل في تراقية، ثُمَّ راح يُعدُّ العدَّة لِمُهاجمة مدينة نيقية.

### معركة پيليكانون

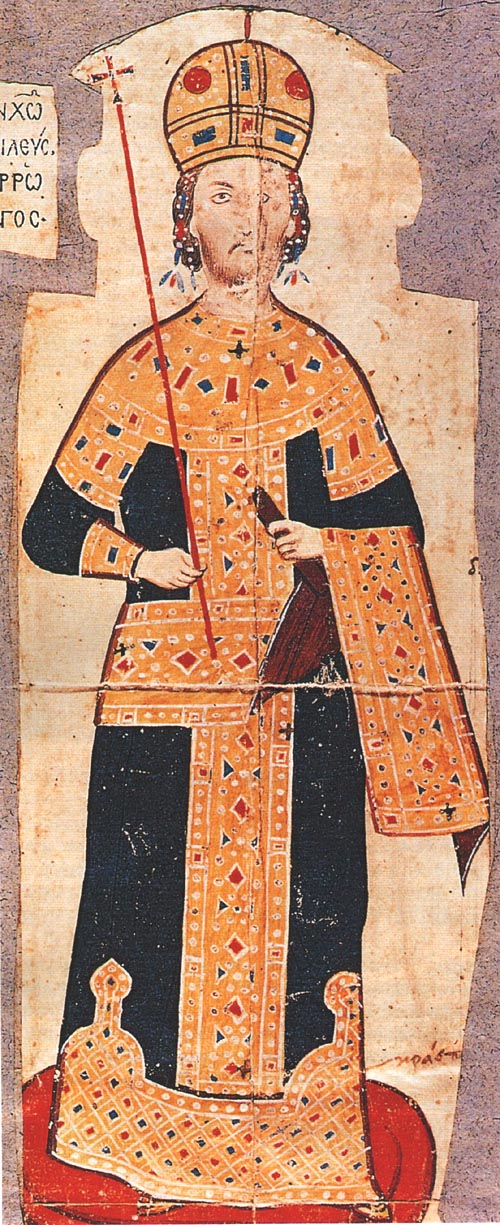
مُنمنمة روميَّة من القرن الرَّابع عشر الميلاديّ لِقيصر الروم الإمبراطور أندرونيقوس الثالث پاليولوگ قائد الجيش الرومي في معركة پيليكانون.

يُعتبر عام 729هـ المُوافق لِعام 1329م من نقاط التحوُّل في التاريخ العُثماني، فقد استقر العُثمانيَّون في الفترة المُمتدة بين سنتي 1305م إلى 1329م في شرق آدابازاري وصبنجة وأضحوا على مقرُبةٍ من القُسطنطينيَّة، كما كانت نيقوميدية ونيقية قد حوصرتا من كُل الجهات ولم يبقَ مجالٌ إلَّا سُقوطهما في أيدي المُسلمين، وكانت نيقية تحديدًا مُستعدة لِلاستسلام بِسبب الجوع الذي ألمَّ بِأهلها وحاميتها بعد انقطاعها عن سائر بلاد الروم، لا سيَّما بعد فتح بورصة التي كانت بِمثابة الشريان الحيوي إليها. دفعت الحالة القائمة الروم إلى الاعتقاد بأنَّ الوضع أصبح مسألة حياةٍ أو موت، لا سيَّما أنَّ المُسلمين بعد استيلائهم على بُحيرة إزنيق بِالكامل، أخذوا يستعدون بِقيادة أورخان لِلقيام بِهُجومٍ حاسمٍ أخير لِفتح نيقية ونيقوميدية. وحدث في غُضون ذلك أن اعتلى الإمبراطور أندرونيقوس الثالث پاليولوگ العرش الرومي، فسعى لِإنقاذ نيقية وإيقاف التقدُّم العُثماني المُندفع تجاه عاصمة الروم، على أمل أن يُعيد الوضع على الحُدود الإسلاميَّة الروميَّة إلى حالة الاستقرار والرُكود. لِذلك قاد بِنفسه حملةً عسكريَّةً بلغ تعدادها 4,000 رجل وعبر بها مضيق البُسفور في 2 شعبان 729هـ المُوافق فيه 1 حُزيران (يونيو) 1329م، وهبط في أُسكُدار وأتى إلى پيليكانون، وهدفه الظاهر العُبور إلى الطرف الأخر من مضيق نيقوميدية، وأن يهبط من وادي يالاق دار ويُنقذ نيقية. وما أن علم أورخان بذلك حتَّى سار مع قُرابة ثمانية آلافٍ من جُنوده وسيطر على تلال پيليكانون قاطعًا بِذلك الطريق الاستراتيجيَّة التي كان على الروم استخدامها لِلوُصول إلى نيقوميدية.
وفي يوم 11 شعبان المُوافق فيه 10 حُزيران (يونيو)، أرسل أورخان 300 فارس نبَّال أسفل التلال لِاستدراج الروم إلى حيثُ يتمركز الجيش العُثماني، لكنَّ الروم تمكنوا من صدِّ هؤلاء، ورفضوا التقدُّم أكثر من ذلك بعد أن شعروا بِالفخ. فهبط عليهم العُثمانيُّون من مواقعهم، واشتبك الجيشان في معركةٍ قويَّةٍ بِالقُرب من ميناء جبزي بالقرب من سهل المكان المُسمَّى قديمًا «پيليكانون» واليوم «إسكي حصار»، ودارت الدائرة على الجيش الرومي الذي حاول التقهقر والانسحاب دون أن يترك لهم العُثمانيُّون فُرصةً كبيرةً لِذلك، فقُتل منهم الكثيرون، وسرت شائعة تقول أنَّ الإمبراطور قُتل في المعركة، ممَّا أشاع الفوضى والهلع في صُفوف الجُند، وفي واقع الأمر أنَّ الإمبراطور كان قد أُصيب إصابةً طفيفة، فولَّى هاربًا إلى القُسطنطينيَّة عن طريق البحر، وكان هُروبه هذا إيذانًا بِتخلِّي الأباطرة الروم عن آسيا الصُغرى إلى الأبد. وطاردت الجُيُوش العُثمانيَّة فُلول المُنهزمين الروم الهاربة إلى فيلكورين، وهي مدينة ساحليَّة صغيرة، وأعملت فيها القتل وأسرت من تبقَّى من الجيش الرومي ولم يتمكن من الهرب. فقد أورخان في هذه المعركة 275 جُنديًا فقط، وغنم المُسلمون السرداق الإمبراطوري والرايات الإمبراطوريَّة الروميَّة، وتوجَّس الإمبراطور خوفًا بعد هذه الهزيمة، فطلب من العُثمانيين بحث طُرق المُصالحة.
والواقع أنَّ انهزام الروم في معركة پيليكانون كان قاضيًا على الأمل في المُحافظة على نيقية، ما دفع الإمبراطور البيزنطي لِلتوقف عن المُقاومة في الأناضول، أو تعزيز الحاميات الروميَّة المُتبقية هُناك. كذلك لا شك أنَّ نصر أورخان وفتحه نيقية فيما بعد كان كفتح القُسطنطينيَّة آنذاك، ونُقطة تحوُّل في العلاقات العُثمانية الروميَّة، فلم يعد أمام أورخان أي حاجزٍ ليستولي على نيقية ومن بعدها نيقوميدية. وقد أدَّى هذا النصر أيضًا إلى انضمام كُل القلاع الصغيرة التي على الساحل إلى الأراضي العثمانية بما فيها جبزي وهاراكا، وكان سُقوط كُل حُصون وقلاع الأناضول يعني تحوُّل الخطر العُثماني نحو القُسطنطينيَّة. اشتهر أورخان بعد هذه الانتصار وأنشئ علاقات صداقة مع أوَّل سلاطين الأُسرة الجلائرية حسن بزرك، كما وصلت أخبار انتصاراته إلى القاهرة ودمشق حيثُ عمَّ الفرح، وخلع عليه الخليفة العبَّاسي أبو الربيع سُليمان المُستكفي بالله ألقابًا تشريفيَّة كثيرة هي: «السُلطان» و«سُلطان الغُزاة» و«الغازي ابن الغازي» و«شُجاعُ الدين والدُنيا» و«اختيارُ الدين» و«سيفُ الدين».

### حصار وفتح نيقية

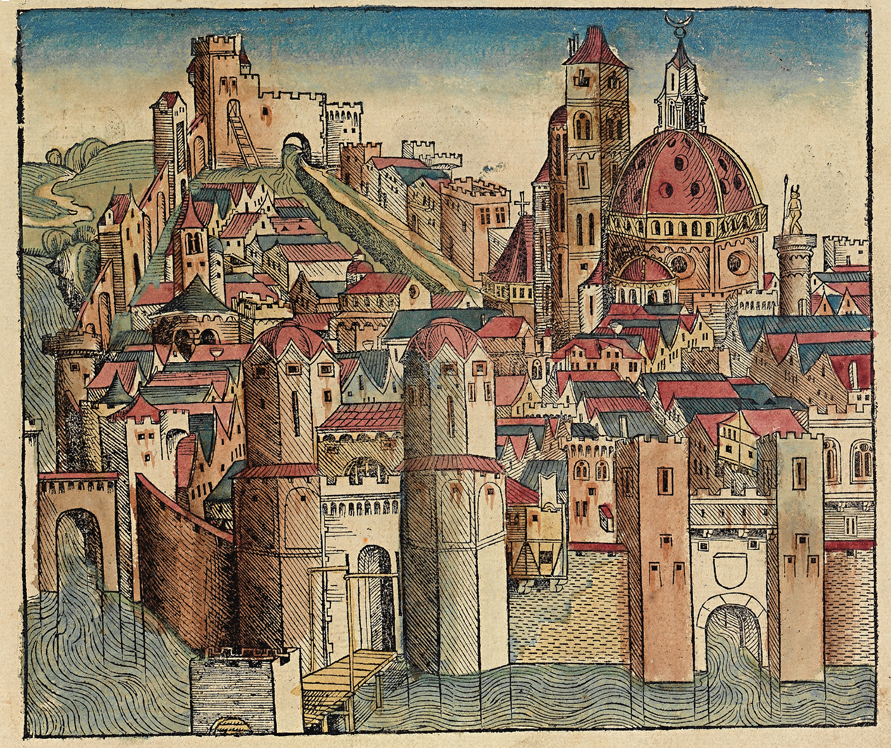
رسمٌ إفرنجيّ قديم لِمدينة نيقية بُعيد الفتح الإسلامي لها.

بعد هزيمة الروم في پيليكانون، شدَّد أورخان الحصار على مدينة نيقية، ولمَّا رأى أهلها أنَّ الأمل مفقود في وُصول أي مددٍ من القُسطنطينيَّة وأنَّ الإمبراطور تخلَّى عنهم أمام الأمر الواقع المفروض، أعلنوا استسلامهم وفتحوا أبواب المدينة لِلمُسلمين، ولم يُحاول أيٌ منهم مُقاومة الجُنود العُثمانيين، فسقطت المدينة في 21 جُمادى الأولى 731هـ المُوافق فيه 2 آذار (مارس) 1331م. وأظهر أورخان تساهُلًا وتسامُحًا كبيرين مع سُكَّان المدينة المفتوحة، فسمح لهم بِالبقاء فيها أو مُغادرها أنَّى شاؤوا، ولم يُعارض من أراد البقاء منهم في إقامة شعائر دينهم، وأذن لِمن يُريد المُهاجرة بِأخذ كافَّة منقولاته وبيع عقاراته مع تمام الحُريَّة في إجراءاته. وقد دفعت هذه المُعاملة الكثير من سُكَّانها إلى اعتناق الدين الإسلامي. وأصلح أورخان ما تهدَّم من مبانيها وأسوارها، وأسرف في الإنفاق على تحسينها، وحوَّل بعض كنائسها إلى مساجد ومدارس، وأسَّس بها مجموعةً جديدةً من المدارس والتكايا لِلفُقراء والمعوزين، وأنشئ وقفاً لزوجته نيلوفر خاتون. وسُرعان ما استعادت المدينة مركزها الهام، وبخاصَّة في صناعة القاشاني ونسيج الحرير، وأضحت أزهى مُدن الدولة العُثمانيَّة وأكثرها رخاء، ومركزًا لِلحياة العقليَّة الإسلاميَّة. وجعل أورخان أكبر أولاده المدعو سُليمان باشا حاكمًا عليها، ولم يلبث في هذا المنصب إلَّا قليلًا حتَّى عُين صدرًا أعظم بعد وفاة عمِّه علاءُ الدين. هذا وقد غُيِّر اسم المدينة من نيقية إلى «إزنيق»، وبِسُقوطها في أيدي المُسلمين انتهت سُلطة الإمبراطوريَّة البيزنطيَّة عمليًا في آسيا الصُغرى.

### حصار نيقوميدية وفتح ما بقي من بلاد الروم في الأناضول

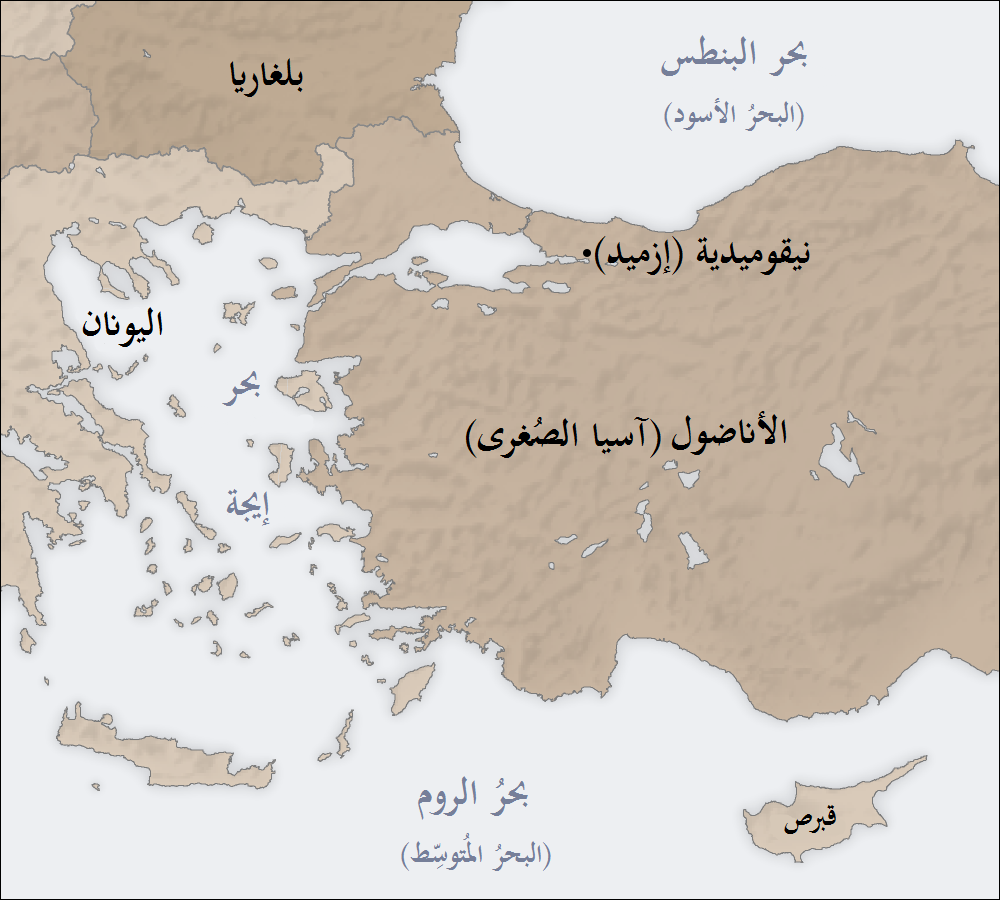
موقع نيقوميدية على أطراف الأناضول.

واصل أورخان فُتوحاته داخل الأراضي الروميَّة في آسيا الصُغرى، فأرسل قُوَّةً عسكريَّةً في سنة 733هـ المُوافقة لِسنة 1333م، بِقيادة ابنه سُليمان، لِفتح المناطق الواقعة شمالي نهر صقارية، ففتح قلاع كوينيك ومودرينة وتُركجي، وبِسُقوط تلك القلاع تقلَّصت المُمتلكات الروميَّة في آسيا الصُغرى، ولم يعد لها سوى بعض المُدن المُتفرِّقة أشهرُها نيقوميدية وآلاشهر وهرقلة. وتعرَّض الإمبراطور البيزنطي آنذاك لِضغطٍ مُزدوج، فقد كثَّف التُركمان، المُنطلقون من إماراتهم الساحليَّة على بحر إيجة، غاراتهم على الأراضي الروميَّة في أوروپَّا، كما تعرَّضت المُمتلكات الروميَّة في البلقان لِغاراتٍ من قِبل الصربيين، فحرِص على ضمان حياد أورخان لِيتفرَّغ لِهذين الخطرين، وشرع في إجراء مُفاوضاتٍ معه. وكان أورخان بِغُضون ذلك الوقت قد ضرب الحصار على نيقوميدية بِجيشٍ كبيرٍ حرَّكهُ من خالكيديكة، وشرع المُسلمون يقذفون أسوارها بِالمنجنيق. وقد ذكر القائد الرومي يُوحنَّا قانتاقوزن (الذي أصبح إمبراطورًا لاحقًا) معلوماتٍ مُهمَّة حول هذا الموضوع. ووفقًا لِتلك المعلومات فإنَّهُ هرع بِسُرعةٍ لمُساعدة المدينة. وقد أرسل أورخان رسولًا بينما كان الأُسطول الرومي في الطريق وعلى وشك الوصول إلى نيقوميدية. وأخبر قانتاقوزن أنَّهُ مُستعدٌ للانسحاب وترك المدينة وشأنها إن وافق الإمبراطور على شُروطه الخاصَّة لِلصُلح، ومُستعدٌ للحرب إن لم يوافق. ورضي الإمبراطور بِهذا، وتمَّ توقيع مُعاهدة صُلح بين الطرفين في شهر ذي الحجَّة 733هـ المُوافق فيه شهر آب (أغسطس) 1333م، وقد اقتضت المُعاهدة صداقة أورخان لِلإمبراطور، وعدم القيام بأي حركاتٍ عدائيَّةٍ ضد المُدن الروميَّة، وفي المقابل يتعهَّد الروم بِدفع مبلغٍ من المال لِلعُثمانيين. وأرسل أورخان، كبادرة حُسن نيَّة، عدَّة هدايا إلى الإمبراطور، منها خُيُولًا تُركمانيَّة وعربيَّة مُطهَّمة، وكلاب صيد سلوقيَّة، وفراء نُمورٍ وسجَّاد، وحصل بِالمُقابل على أطباقٍ من الفضَّة، وأقمشةٍ صوفيَّة وحريريَّة، وبطانات سُروج، إلى جانب 12 ألف قطعة ذهبية سنويَّة لِقاء تراجُعه عن حصار نيقوميدية.

### ضم إمارة قرەسي وفتح نيقوميدية

الحُدود التقريبيَّة لِإمارة قرەسي ومسار الجُيُوش العُثمانيَّة عند فتحها وضمِّها إلى بلادهم.

وفي 15 ربيع الآخر 736هـ المُوافق فيه 1 كانون الأوَّل (ديسمبر) 1335م، تُوفي آخر إلخانات المغول في فارس أبو سعید بهادُر خان، فسارع أورخان إلى إعلان استقلال إمارته عن الدولة الإلخانيَّة بعد أن تفتتت وانقضى أجلُها، ليُصبح بِهذا سُلطانًا حقيقيًا غير تابع لِأحد، وبِصفته أقدر أُمراء ورثة سلطنة سلاجقة الروم، فقد أعلن بِصُورةٍ رسميَّةٍ أنَّهُ الخلف الشرعي لِلعرش السُلجوقي الذي خلا. اختلفت مواقف الإمارات التُركمانيَّة الأُخرى إزاء هذا الادعاء، فبينما عارضته صراحةً إمارة القرمان التي كانت تُسيطرُ على مدينة قونية التي كانت عاصمة العرش السُلجوقي، تأرجحت مواقف الإمارات الأُخرى بين التعاون مع إمارة القرمان والمُوافقة على موقفها المُعارض أحيانًا، وبين مُساندتهم لِبني عُثمان كسبًا لِودِّهم وخشيةً من قُوَّتهم العسكريَّة المُتنامية أحيانًا أُخرى.
وفي الواقع، فإنَّ إعلان أورخان هذا كان يُفيد بِمدى شُعوره بالاطمئنان والقُوَّة أمام جيرانه، ويُفيد عن نيَّة دولته العُثمانيَّة الناشئة أن ترث دولة سلاجقة الروم في آسيا الصُغرى، وترث ما كانت تملكه. وفي نفس الوقت أدَّى اندفاع العُثمانيين باتجاه الغرب إلى رغبتهم في تأمين واجهةٍ لهم على الساحل الجنوبي لِبحر مرمرة، وكان موقع إمارة قرەسي يُحقق لهم هذه الرغبة، لِذلك تطلَّع أورخان إلى ضمِّها. ويذكر يُوحنَّا قانتاقوزن أن مُحاربي القرەسي قاموا بغاراتٍ على الروملِّي قبل العُثمانيين. وكانت إمارة قرەسي تضم في الغرب مضيق إدرميت وبرغمة وطروادة وأيدينجق في جنوب سواحل مرمرة، وبالي كسرى في الشرق. وقد كان القرەسيُّون في مقدمة الإمارات التُركمانيَّة التي شرعت بِالإغارة على الروملِّي ومضيق چنق قلعة من الناحية الأخرى، ومن المعروف أنَّ الأمير ياخشي بك كان قد أغار على شبه جزيرة قلِّيبُلِي وتراقية قبل سنواتٍ من عُبُور العُثمانيين إليها. بدأ العُثمانيُّون في الاستيلاء على أراضي إمارة قرەسي قطعة قطعة في الفترة المُمتدة بين سنتيّ 1336م إلى 1361م. وكان تيمور خان أمير قرەسي أراد أن يتحد سابقًا مع عُثمان غازي في سبيل توحيد الجبهة الإسلاميَّة ضدَّ الروم، وبعد وفاة تيمور خان دبَّ النزاع بين ولديه طورسون وتيمورطاش حول الأحقيَّة في العرش، فالتجأ طورسون إلى أورخان على أمل أن يحصل منهُ على العون ضدَّ شقيقه، ولم يُفوِّت أورخان هذه الفُرصة لِيضم أراضي قرەسي إلى مُلكه. فعقد مع الأمير مُعاهدةّ نصَّت على ضم بلاده بالكُليَّة لِلدولة العُثمانيَّة، على أن يترك قلعة بهرام، ومنطقة «قزلجه - طُوزلة» التي تُخرج مقادير وافرة من الملح. وبِهذا، أصبحت إمارة قرەسي أوَّل إمارةٍ إسلاميَّةٍ في الأناضول يضُمَّها العُثمانيُّون إلى أملاكهم، وذلك في سنة 735هـ المُوافقة لِسنتيّ 1334-1335م. وبِذلك أضحى الساحل الجنوبي لِبحر مرمرة عُثمانيًا، وغدا العُثمانيُّون يتحكمون في مضيق الدردنيل، كما أصبحوا أقوى الإمارات التُركمانيَّة في المنطقة.
بعد الانتهاء من ضم إمارة قرەسي، حوَّل أورخان أنظاره مُجددًا ناحية نيقوميدية طامحًا في ضمِّها إلى مُمتلكاته، ولم يعبئ بِمُعاهدة الصُلح المُنعقدة بينه وبين الروم سابقًا. ذكر قانتاقوزن أن أندرونيقوس إمبراطور الروم خرج في سفرٍ طويلٍ بجيشة لِمواجهة المُتمرديين الأرناؤوطيين في سنة 1337م، ولم يكن هناك أي احتماليَّة لِمجيئه إلى شبه جزيرة نيقوميدية، وكانت حاكمةُ المدينة في تلك الفترة أميرة من عائلة الإمبراطور. ولم يُفوِّت أورخان تلك الفُرصة وسارع بِمُحاصرة نيقوميدية وعندما وصل إلى هناك انضم إليه كل المُحاربيين المُسلمين الذين في الجوار. ولم يصمد أهل المدينة أمام الحصار بسبب الجوع ونقص المُؤن، فقرَّرت الأميرة الإستسلام، واتفقت مع أورخان على شروط التسليم، ونصت الاتفاقية على رحيل من يُريد من الروم إلى القُسطنطينيَّة ودُخول الجيش العُثماني أثناء ترك هؤلاء للقلعة. وهكذا فُتحت نيقوميدية سنة 737هـ المُوافقة لِسنة 1337م، وسُميت «إزميد»، وبِفتحها امتدت الأراضي العُثمانية من الشواطئ الآسيويَّة لِبحر إيجة حتَّى شواطئ البحر الأسود في شمال غرب الأناضول. كما أنه باستيلاء أورخان على بورصة وإزنيق وإزميد وصل العُثمانيُّون لِدرجةٍ من القُوَّةٍ تُمكنهم من إنشاء دولةٍ مُستقلَّةٍ.

## ترسيخ دعائم الإمارة العُثمانيَّة العتيدة

عملة نقديَّة ضُربت في عهد أورخان: يظهر على الوجه الأيمن لقب الخليفة العبَّاسي: «الإمام المُستنصر بِالله»، وعلى الوجه الأيسر البسملة (بسم الله الرحمٰن الرحيم) يليها عِبارة «أورخان بن عُثمان عزَّ الله نصره».

أمضى أورخان بعد استيلائه على إمارة قرەسي عشرين سنةً دون أن يقوم بِأي حُروب، بل قضاها في صقل النُظم المدنيَّة والعسكريَّة التي أوجدتها الدولة، وفي تعزيز الأمن الداخلي، وبناء المساجد ورصد الأوقاف عليها، وإقامة المُنشآت العامَّة الشاسعة، واهتمَّ بِتوطيد أركان دولته وتولَّى الأعمال الإصلاحيَّة والعُمرانيَّة ونظم شُؤون الإدارة وقوى الجيش وأنشأ المعاهد العلميَّة، وأشرف عليها خيرة العُلماء والمُعلمين، وكانوا يحظون بِقدرٍ كبيرٍ من الاحترام في الدولة، وكانت كُل قرية بها مدارسها، وكُل مدينةٍ بها كُليَّتها التي تُعلِّم النحو والتراكيب اللُغويَّة والمنطق وفلسفة ما بعد الطبيعيَّات وفقه اللُغة وعلم الإبداع اللُغوي والبلاغة والهندسة والفلك، إلى جانب تحفيظ القُرآن وتدريس عُلُومه والسُنَّة النبويَّة والفقه والعقائد. ومن آثار أورخان في هذه الفترة أنَّهُ أسَّس مدرسة عالية في مدينة بورصة وأُخرى في مدينة إزنيق، وأجزل العطايا لِلشُعراء والعُلماء. وحرص أورخان على تعزيز سُلطانه في الأراضي التي ضمَّها، وحرص على طبع كُل أرضٍ جديدة بِطابع الدولة المدني والعسكري والتربوي والثقافي، وبِذلك تُصبح جُزءًا لا يتجزَّأ من الأملاك العُثمانيَّة، بِحيثُ أصبحت أملاك الدولة في آسيا الصُغرى مُتماثلة ومُستقرَّة. وقد قام أورخان بِتنظيم ممالكه تنظيمًا إداريًا مُحكمًا، فقسَّمها إلى سناجق بلغ تعدادها قبل عُبوره إلى أوروپَّا 4 سناجق، وهي: الإمارة الأُم وهي المنطقة الشاملة على مدينتيّ سُكود وإسكي شهر وما جاورها من القُرى والكور؛ السنجق الخداوندگاري وهي ما عُرف بِـ«بلاد السُلطان» واشتمل على بورصة وإزنيق وقُراها وكورها؛ سنجق قوجه إيلي وهو يشتمل على البلاد الواقعة ضمن شبه الجزيرة المُحيطة بِإزميد؛ سنجق قرەسي المُشتمل على أراضي الإمارة سالِفة الذِكر. وعيَّن ولده سُليمان على إزميد، وأرسل ولده الآخر مُراد إلى سنجق بورصة، وعين ابن عمه گُندُز ألب على قراجة حصار.
أيضًا، أمر أورخان بِضرب العملة من الذهب والفضَّة، ونقش اسمه على إحدى وُجوهها، واسم الخليفة العبَّاسي المُقيم بِالقاهرة على الوجه الآخر. وكانت تلك الدراهم بسكَّة السلاجقة، وقد ضُربت قُرابة سنة 729هـ المُوافقة لِسنة 1328م.

## الفُتوحات في أوروپَّا

### العُبُور الأوَّل نحو الروملِّي
عندما اعتلى أورخان عرش الإمارة العُثمانيَّة، كانت القبائل التُركيَّة قد عبرت المضيق إلى الجانب الأوروپي مرَّاتٍ عدَّة، من دون أن تُحقق نجاحًا أو تترك أثرًا، ولِذلك لم يعرها الإمبراطور البيزنطي أيَّة أهميَّة، لكن نشأت من هذه الغزوات، مع مُرور الزمن، حملاتٍ مُنظمةٍ نمت شيئًا فشيئًا على أيدي إمارات الأناضول التُركمانيَّة، والرَّاجح أنَّ أمور بك، حاكم آيدين، قام بِغاراتٍ مُتكرِّرةٍ على الأراضي الروميَّة في أوروپَّا. وحاول الإمبراطور البيزنطي التحالف مع الغرب الأوروپي لِوقف الزحف التُركماني بِعامَّةً والعُثماني بِخاصَّةً، على الرُغم من المُعاهدة المُبرمة مع أورخان، فتقرَّب من البابا يُوحنَّا الثاني والعشرين، وأقنعهُ بِضرورة شن حملة صليبيَّة ضدَّ العُثمانيين، ويبدو أنَّ انهماك حُكَّام الغرب الأوروپي بِمُشكلاتهم الداخليَّة والخارجيَّة، وعدم مُوافقة رجال الدين الروم الأرثوذكس على التعاون مع البابا والكنيسة الكاثوليكيَّة، أفسد هذا المشروع، ما أعطى أورخان فُرصةً طيِّبة لِلتوسُّع في أوروپَّا استغلَّها بِنجاح. ففي سنة 737هـ المُوافقة لِسنة 1337م حاول أورخان مُهاجمة القُسطنطينيَّة وتثبيت أقدام المُسلمين في تراقية، بِواسطة أُسطولٍ صغيرٍ يتكوَّن من ستٍ وثلاثين سفينة، لكنَّهُ هُزم أمام الروم. ومع ذلك فقد أوقعت هذه الغزوةُ الرُعب في قلب الإمبراطور البيزنطي، فسعى إلى مُصالحة أورخان والتقرُّب منه وزوَّجهُ ابنته، ولكنَّ هذا الزواج لم يحل بين العُثمانيين وبين الاندفاع إلى الأمام لاحقًا.

### تدهور أوضاع الإمبراطوريَّة البيزنطيَّة

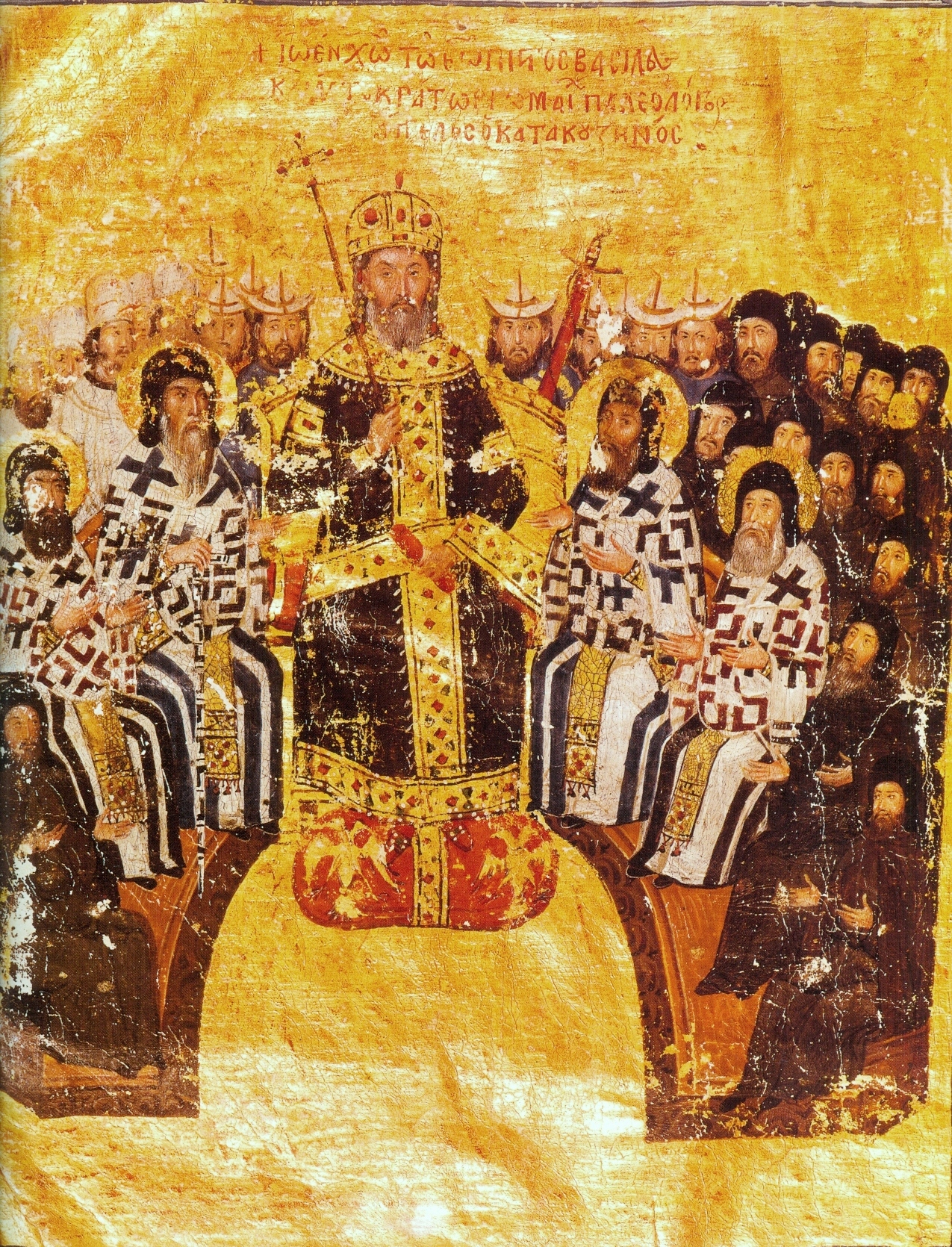
الإمبراطور البيزنطي يُوحنَّا السادس قانتاقوزن القائم على العرش بِحُكم الأمر الواقع. شهد عهده القصير تدهور أوضاع الإمبراطوريَّة البيزنطيَّة بشكلٍ كبيرٍ غير معهود.

تُوفي الإمبراطور البيزنطي أندرونيقوس الثالث پاليولوگ يوم 30 ذو الحجَّة 741هـ المُوافق فيه 15 حُزيران (يونيو) 1341م، وسُرعان ما تدهورت أوضاع الإمبراطوريَّة البيزنطيَّة بعد وفاته حيثُ عانت من الحُروب الأهليَّة والصراع الداخلي على السُلطة بين زُعماء اعتراهُم الوهن والضعف، لم يُقدِّروا الخطر الذي يُواجه دولتهم، ومن جهةٍ أُخرى فقد الشعب ثقته بِنفسه وبِزُعمائه الذين راحوا يتسابقون لِلاستعانة بِالعُثمانيين ضدَّ بعضهم البعض، في الوقت الذي ازدادت فيه قُوَّة الإمارة العُثمانيَّة، ما قضى نهائيًا على تلك المُعاهدة المُبرمة مع أندرونيقوس الثالث.
وتنازع على عرش الإمبراطوريَّة آنذاك كُلٍ من الإمبراطور الشرعي يُوحنَّا الخامس پاليولوگ والإمبراطور يُوحنَّا السادس قانتاقوزن، وبلغ من شدَّة ضُعف الإمبراطوريَّة أن أخذت الدُويلات البحريَّة الإيطاليَّة صاحبة المُستعمرات التجاريَّة القائمة بِجوار القُسطنطينيَّة تتقاتل فيما بينها لِتدفع كُلٍ منها الأُخرى عن مركز السيادة التجاريَّة في المياه الروميَّة، دون أن يكون لِلروم رأيٌ في ذلك، بل إنَّ بعضها تطاول على الإمبراطوريَّة نفسها. فكانت جُمهُوريَّة جنوة تُسيطر على مُستعمرة غلطة الواقعة على الجانب المُقابل من مضيق القرن الذهبي، وفي سنة 1348م أعلن الجنويين الحرب على الروم عندما قرَّر الإمبراطور يُوحنَّا قانتاقوزن إنقاص قيمة التعريفات الضريبيَّة على السُفن الداخلة إلى الجانب الرومي من القرن الذهبي في سبيل استقطاب التجارة إلى الإمبراطوريَّة وتحويل انتباه التُجَّار عن الجنويين، ودامت الحرب بين الطرفين قُرابة سنة، وانتهت بِتنازُل الجنويين عن بعض الأراضي المُحيطة بِغلطة، وبِإبقاء الروم على التعريفات الضريبيَّة السابقة.
وفي سنة 1352م أدَّت المُنافسة التجاريَّة القويَّة بين البُندُقيَّة وجنوة إلى نُشوب حربٍ بينهما، وقد حالف الروم البنادقة رغبةً منهم بِطرد الجنويين والانتقام منهم، وزوَّدوهم بِبعض السُفن الحربيَّة، غير أنَّهم تعرَّضوا لِهزيمةٍ قاسيةٍ على يد الجنويين. ودخل الصربيُّون آنذاك على خط الصراع السياسي، فاستغلُّوا النزاعات الروميَّة الداخليَّة، وغزوا الأراضي الروميَّة في سنة 750هـ المُوافقة لِسنة 1349م بِقيادة القيصر أسطفان دوشان، فاستولوا على سالونيك وبعض المُدن الأُخرى.

### العُبُور الثاني نحو الروملِّي وفتح قلِّيبُلِي
كان الإمبراطور البيزنطي القائم بِحُكم الأمر الواقع يُوحنَّا السادس قانتاقوزن قد استنجد سابقًا بِأمير آيدين أمور بك في حُروبه ضدَّ البلغار، فأرسل إليه الأخير جيشه وأُسطوله عدَّة مرَّات ودخل الروملِّي ثُمَّ عاد. ولمَّا غزا الصرب أراضي الإمبراطوريَّة عاد وطلب منهُ المُساعدة مُجددًا، فأجابه أمور بك بِأنَّهُ مشغول في الحرب مع الكاثوليك اللاتين - أعداء الروم - في إزمير، ومن ثُمَّ فإنَّهُ سوف يتعذَّر عليه المجيء، وأوصاه بِطلب المعونة من أورخان بك بن عُثمان. وفي نفس الوقت كان السُلطان أورخان يقفُ موقف المُتيقظ ممَّا كان يحدث في البلاط الرومي، ووضع نصب عينيه استراتيجيَّةً جديدةً في التعامل مع الروم تقتضي مُسايستهم بِدقَّة ومُساندتهم عسكريًا لو اضطُرَّ الأمر، وعدم البدء بالاعتداء أو الهُجوم. وأدرك بِفطنته وحنكته السياسيَّة أنَّ الروم سوف يطلبون العون من العُثمانيين عاجلًا أم آجلًا، بعد أن تكاثر عليهم الأعداء ونخرت سوسة الفساد والحُروب الأهليَّة بلادهم، وليس لهم من حليفٍ قويٍّ مُجاورٍ إلَّا العُثمانيين، وبناءً على رؤيته هذه قرَّر أورخان أن يكون إرساله لِلجُنود نحو الروملَّي لِمُساعدة الروم، هو بداية استحواذ العُثمانيين على أراضٍ في تلك البلاد وبداية استقرار المُسلمين فيها، وأن تكون تلك فاتحة الانطلاق نحو فتح بلادٍ أوروپيَّة غير مُسلمة.
وبِالفعل حصل ما توقَّعهُ أورخان، إذ أوعزت إليه الإمبراطورة حنَّة الساڤويَّة، والدة يُوحنَّا الخامس والوصيَّة عليه، أن يُرسل جيشًا لِمُساعدتها ضدَّ يُوحنَّا السادس قانتاقوزن، ما دفع هذا الأخير إلى استقطاب أورخان بِأن زوَّجه ابنته تُيُودورة مُقابل ستَّة آلاف جُندي يُقدمها له أورخان، وفي 21 شوَّال 747هـ المُوافق فيه 3 شُباط (فبراير) 1347م، دخل الجيش العُثماني ليلًا إلى القُسطنطينيَّة بناءً على دعوة الإمبراطور، الذي كان قد دعى أورخان لِلحُضُور كذلك لكنَّ الأخير لم يقبل الدعوة، بل أرسل ابنه سُليمان قائدًا عامًا بدلًا منه. وتمكَّن الإمبراطور بِهذه القُوَّة العسكريَّة من الاستيلاء على المُدن الواقعة على شواطئ البحر الأسود باستثناء سوزوپوليس، واعتلاء العرش في سنة 748هـ المُوافقة لِسنة 1347م. ويُعتبرُ العُبُور الثاني إلى الروملِّي ودُخول العُثمانيين إلى البلقان والقارَّة الأوروپيَّة أحد أهم الوقائع التاريخيَّة، فانطلاقًا من هذه النُقطة تغيَّر مجرى التاريخ الأوروپي ومصير الدُول الأوروپيَّة كذلك.

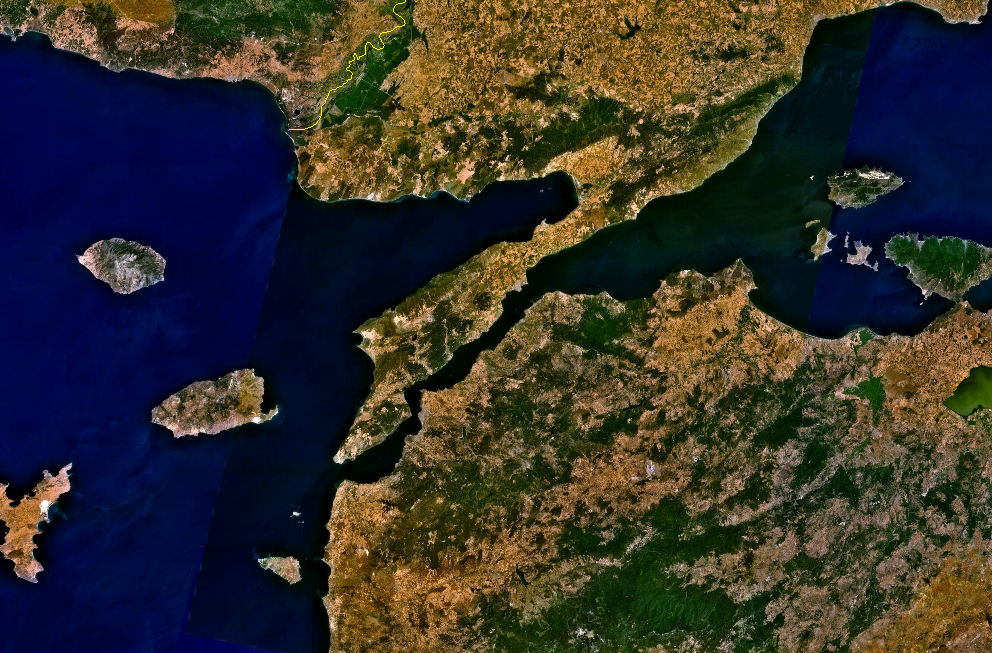
صُورة ساتليَّة لِشبه جزيرة قلِّيبُلِي التي شهدت أوَّل استقرارٍ إسلاميٍّ في شرق أوروپَّا خِلال عهد السُلطان أورخان.

وفي سنة 750هـ المُوافقة لِسنة 1349م، تطلَّع الإمبراطور البيزنطي مُجددًا إلى مُساعدة العُثمانيين بعد أن استولى الصرب بِقيادة أسطفان دوشان على سالونيك وبعض المُدن الأُخرى كما أُسلف، وشجَّعهم هذا النجاح إلى التطلُّع نحو القُسطنطينيَّة نفسها، بهدف إقامة دولة أرثوذكسيَّة قويَّة على أنقاض الإمبراطوريَّة البيزنطيَّة المُتهالكة تلُم شمل جميع النصارى الأرثوذكس الشرقيين بِمُواجهة البابويَّة الكاثوليكيَّة. ومن المعروف أنَّ الوُلاة الروم الذين كانوا يتولون إدارة الولايات البلقانيَّة كانوا دومًا على خِلافٍ مع الأقوام الصقلبيَّة (السلاڤيَّة)، مثل الصرب والبلغار، ولم يكونوا قادرين على إدارتهم بالهيِّن. وعندما تقابل أورخان مع الإمبراطور سنة 1347م في أُسكُدار، تناولا بِالحديث التدابير المُشتركة تجاه الخطر الصقلبي في البلقان، وإمكانيَّة التعاون ضدَّ الصقالبة.

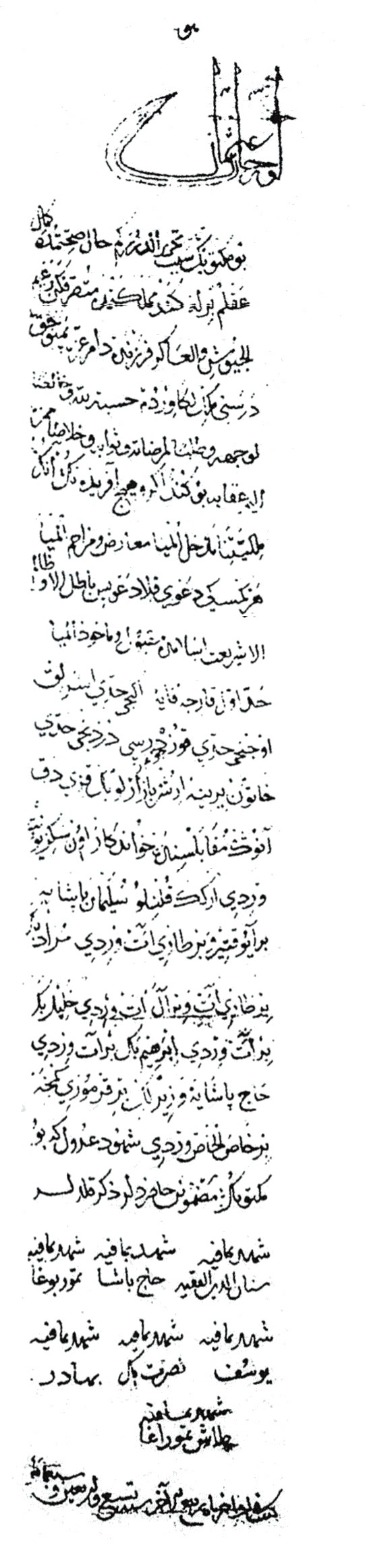
سند تمليك بِخط يد السُلطان يُبيحُ فيه لِبعض قبائل التُركمان استيطان قلِّيبُلِي.

وبعد هذا الغزو، أرسل الإمبراطور يُوحنَّا السادس إلى أورخان يطلب منه الاستعانة بِجُنوده، مرَّة أُخرى، لِوقف الزحف الصربي، فأمدَّهُ بِعشرين ألف جُندي بِقيادة ابنه سُليمان. لكن حدث أن تراجع أسطفان دوشان قبل وُصوله إلى العاصمة الروميَّة، في حين نجحت القُوَّات العُثمانيَّة في إبعاد الصربيين عن إقليم تساليا، بعد معركة إيميثيون على نهر مريݘ، وأعادت سالونيك إلى حظيرة الإمبراطوريَّة البيزنطيَّة، وسلَّمها سُليمان إلى الأمير متياس قانتاقوزن، ثُمَّ عاد مع جُنوده إلى آسيا الصُغرى. ويبدو أنَّ الإمبراطور يُوحنَّا السادس قد تعرَّض مُجددًا لِمُشكلاتٍ من قِبل مُنافسه يُوحنَّا الخامس في سنة 753هـ المُوافقة لِسنة 1352م، إذ هاجم يُوحنَّا الخامس مدينة أدرنة التي يحكمها متياس بن يُوحنَّا السادس، واحتلها بِمُساعدة الصرب، ما دفع يُوحنَّا السادس إلى طلب المُساعدة من صهره أورخان، الذي أرسل إليه قُوَّة عسكريَّة قوامها عشرين ألف جُندي بِقيادة ابنه سُليمان، فسار جنبًا إلى جنب مع جيشٍ روميّ نحو أدرنة، وأنقذ تلك المدينة. وبعد عدَّة أشهُر هزم الجيش العثماني جيشًا بلغاريًا صربيًا مُشتركًا على ضفاف نهر مريج كان يتقدَّم لاحتلال القُسطنطينيَّة، واعترافًا بِفضل سُليمان باشا، أهدى الإمبراطور إليه في سنة 1353م قلعة «چمپه» الصغيرة الواقعة على الضفة الأوروپيَّة من مضيق چنق قلعة، لِتسهيل عُبوره إلى أوروپَّا وكي يتخذها قاعدةً له.

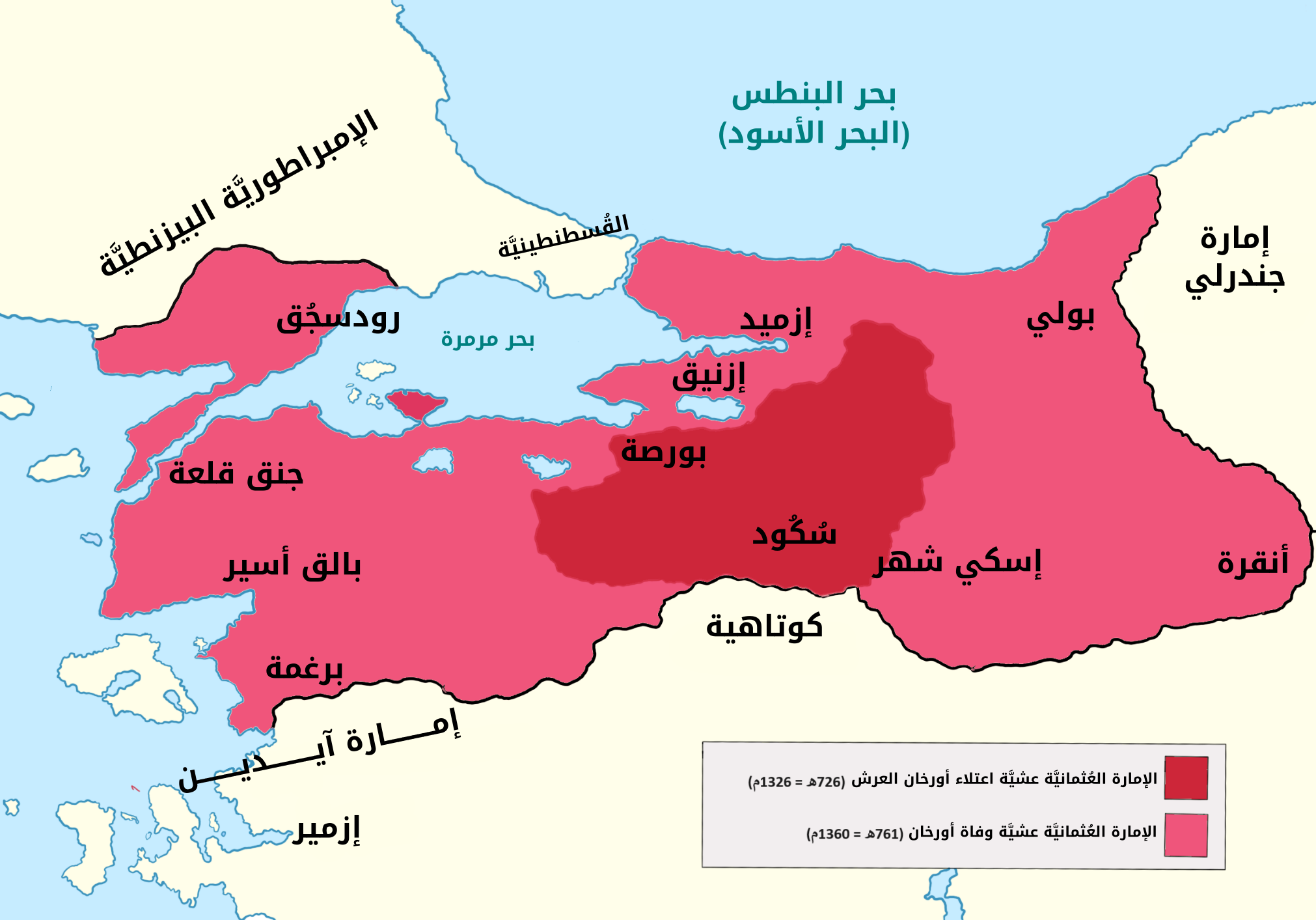
مُقارنة بين حُدود الإمارة العُثمانيَّة في بدايات عهد أورخان (الأحمر الداكن) وفي أواخر عهده بعد تمام فُتوحاته في الأناضول وأوروپَّا.

استغلَّ سُليمان هذه الفُرصة وبدأ بتسكين عائلات الجُنود والتُركمان المُهاجرين في تلك المنطقة وأنحائها، ولمَّا رأى الإمبراطور بداية استقرار المُسلمين فيها، عرض عشرة ألاف قطعة ذهبية لِأورخان كتعويضٍ عنها، ورغب في مقابلته لِلتشاور في ذلك. ولكنَّ أورخان لم يقبل بتلك المُقايضة، ويقولُ بعض المُؤرخين أنَّ العرض لم يسمع به أورخان أصلًا كونه كان يعيش أيَّامه الأخيرة آنذاك، وكان قد أصبح شيخًا عليلًا.
عسكرت قُوَّة سُليمان بن أورخان تحت أسوار العاصمة الروميَّة لِفترةٍ من الزمن، لكنَّها استُدعيت فجأة إلى الأناضول بِسبب خطرٍ غير مُحدد، ويبدو أنَّ السبب هو عدم وفاق العُثمانيين مع جيرانهم من الإمارات التُركمانيَّة، إذ كان العُثمانيُّون قد انتزعوا خِلال فترة حملتهم في الروملِّي مدينة أنقرة من القرمانيين، فلجأ هؤلاء إلى الإيريتنيين، أتباع الأمير «أرتنا»، الذين كانوا يُعدون أنفُسهم مسؤولين عن إدارة الأناضول بعد رحيل الحاكم المغولي تيمورطاش في سنة 727هـ المُوافقة لِسنة 1327م، وقد نتج عن ذلك أن خرجت أنقرة عن سيطرة العُثمانيين، لكنَّ هؤلاء احتفظوا بِقلعة «چمپه» المُهمَّة وراحوا يشُنُّون الغارات منها على مدينة قلِّيبُلِي الواقعة على شاطئ الدردنيل، وهي ذات أهميَّة اقتصاديَّة كبيرة، وعلى تراقية، واستطاعوا خِلال مُدَّة وجيزة من فتح قلِّيبُلِي، وذلك إثر زلزالٍ شديدٍ تعرَّضت له في 6 صفر 755هـ المُوافق فيه 2 آذار (مارس) 1354م تصدَّعت خلاله أسوارها، ثُمَّ ساءت الحياة بشكلٍ أكبرٍ فيها بعد العواصف الثلجيَّة والمطر الشديد الذي خلف ذلك الزلزال. وكان سُليمان في «قره‌بيجة» القريبة منها، فاستغلَّ هذه الفُرصة وحاصر المدينة ثُمَّ فتحها، كما فتح قلاعًا عدَّة في المنطقة منها أبسالة ورودستو، فاشتدَّ بِذلك الضغط العُثماني على القُسطنطينيَّة، وأضحى قطاع تراقية هدف العُثمانيين التالي، وفعلًا خضع هذا الإقليم لهم.
وحتَّى يُثبِّت أقدام العُثمانيين في المناطق المفتوحة ومنع الروم من استعادتها، عمد أورخان إلى نقل أعداد كبيرة من الرُعاة التُركمان إليها بِهدف أسلمتها وتتريكها. والواقع أنَّ دُخول التُرك بِعامَّةً إلى منطقة الروملِّي وترسيخ أقدامهم فيها، جرى بشكلٍ مُنظمٍ، فكانت كُلَّما تقدمت مناطق الحُدود التي استوطنها المُجاهدون القادمون من الأناضول، نحو الغرب، ازدادت فُرص العمل والرزق في الأراضي المفتوحة، فتجتذب الناس الذين كانوا يعيشون في ضيقٍ في الأناضول.
وفي خلال عدَّة أشهر أُصلحت منازل قلِّيبُلِي بشكلٍ يجعلها صالحة لِلحياة، وأُنشئت أسوارها من جديد، وتحوَّلت إلى مدينةٍ مُسلمة كُل سُكَّانها تُركٌ مُسلمون. طلب الإمبراطور البيزنطي من سُليمان باشا وجُنوده والتُركمان الذي استقروا في قلِّيبُلِي الانسحاب منها بعد أن رأى تبدُّل الوجه الديمُغرافي لِلمنطقة، إلَّا أنَّ سُليمان باشا ردَّ عليه بأنَّهُ وقومه جاؤوا إلى المنطقة ولم يُخرجوا أحدًا من بيته بِالقُوَّة وأنهم لن يردُّوا عطية الله لهم. وحاول الإمبراطور إغراء العُثمانيين لِلخُروج من المدينة، فعرض عليهم مصاريف إخلائها ودفع تعويضاتٍ لهم، إلَّا أنَّ سُليمان باشا لم يقبل رُغم ذلك. واشتكى الإمبراطور لصهره أورخان غازي، وتقرر أن يُقابله في إزميد، إلَّا أنَّ أورخان لم يذهب لِلقاء بِسبب مرضه وصُعوبة سفره. أمَّا الإمبراطور الذي اعتبر ذلك هزيمة كبيرة، فقد أُصيب بيأسٍ كبير.
وما حدث في القُسطنطينيَّة آنذاك من حسم الصراع على السُلطة، حيثُ حمَّل الروم إمبراطورهم يُوحنَّا السادس مسؤوليَّة استقرار المُسلمين في البلقان، الأمر الذي دفعهُ إلى التنازل عن الحُكم في 1 ذي الحجَّة 756هـ المُوافق فيه 4 كانون الأوَّل (ديسمبر) 1355م لِصالح يُوحنَّا الخامس؛ أتاح لِلعُثمانيين التدخُّل في صميم الحياة الروميَّة، لِأنَّ سُليمان تدخَّل في هذا النزاع لِمصلحة الثاني، وتأكَّد هذا التعاون بِالتقارُب الأُسري حيثُ خطب الشاهزاده خليل بن أورخان إحدى بنات الإمبراطور، وجرى الاحتفال بِمراسم الخِطبة في القُسطنطينيَّة.

## سنواته الأخيرة ووفاته

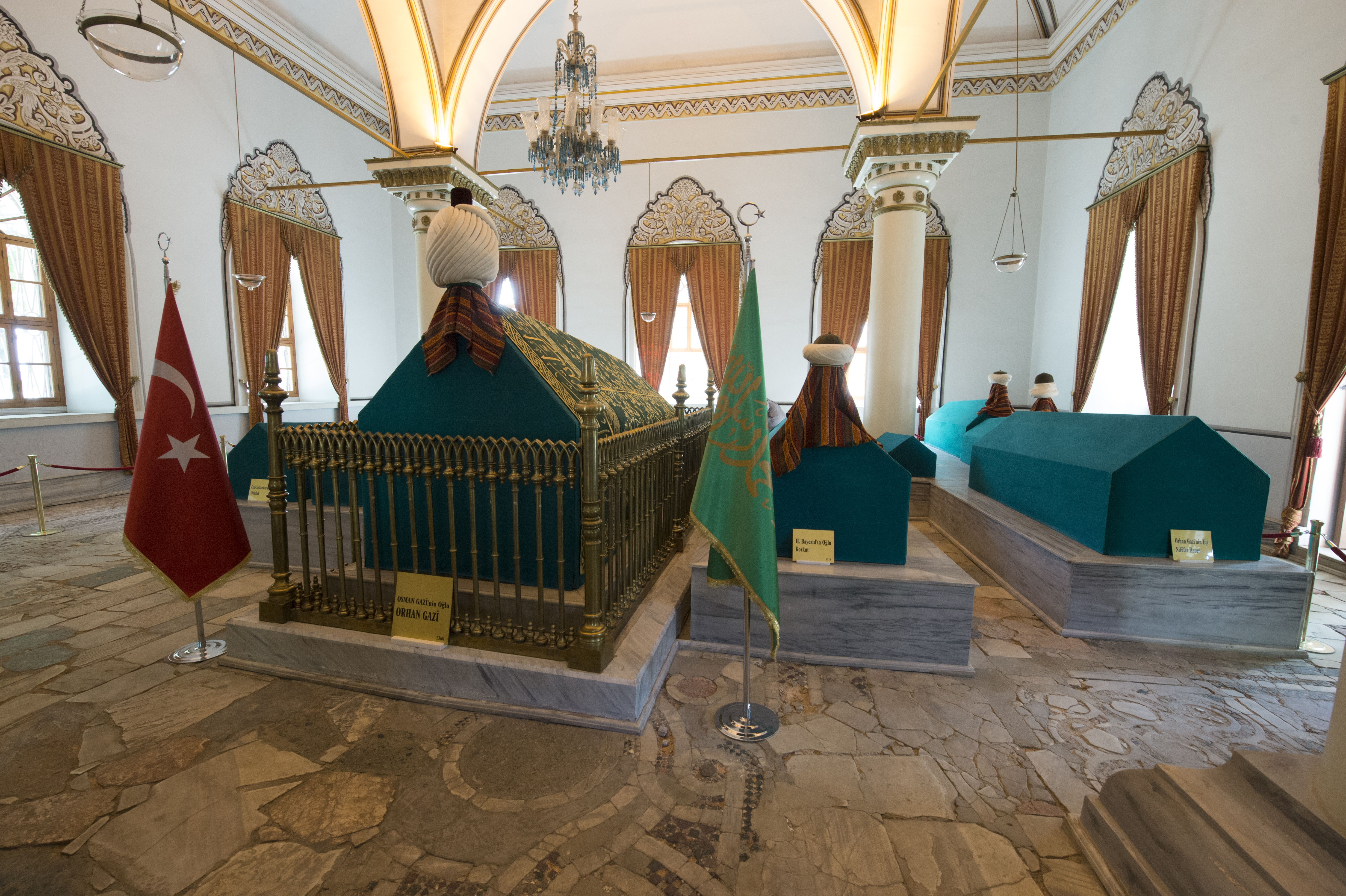
قبر أورخان الغازي (يسارًا) في بورصة.

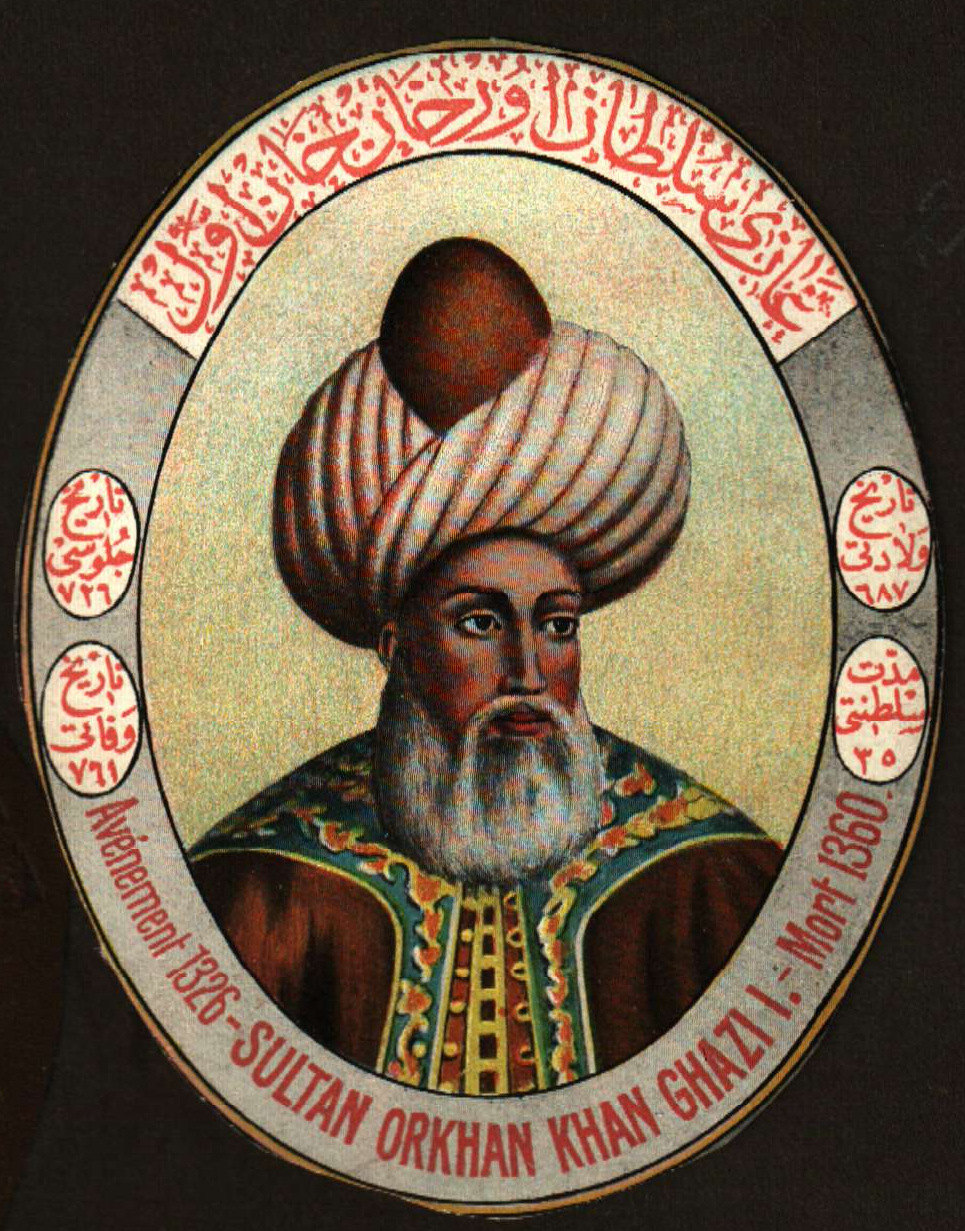
رسمٌ لِأورخان في شيخوخته.

اعتزل أورخان العمل السياسي والخُروج مع الجُيُوش في أيَّامه الأخيرة، وأمضى ما تبقَّى من حياته في بورصة مُتضرعًا ومُتعبدًا لِله، وأوكل جميع الأُمور الإداريَّة في الدولة لابنه مُراد. وفي سنة 1356م، خُطف ابن أورخان وتُيُودورة الشاهزاده خليل على يد أحد القباطنة الجنويين الذي كان يعمل بِالقرصنة إلى جانب عمله بِالتجارة، فاقتادهُ إلى جزيرة «فوچة» في بحر إيجة، الخاضعة لِلجنويين. ثار غضبُ أورخان لمَّا علم بِهذه الحادثة، فلجأ إلى صهره الإمبراطور يُوحنَّا الخامس لِمُساعدته على حل المُشكلة، واتفقا على أن يتوجَّه الأُسطول الرومي إلى الجزيرة، ويدفع فدية الشاهزاده العُثماني التي بلغ قدرُها 100,000 هيپرپيرون، فتوجَّه الأُسطول حاملًا الفدية وعاد بِالشاهزاده إلى بلاده. بعد ذلك بِفترة حصلت فاجعة في حياة أورخان، إذ بينما كان وليّ عهده سُليمان باشا يركب حصانه في أوائل سنة 760هـ المُوافق فيه أواخر سنة 1358م، زلَّت أرجُله على بعض الحجارة فسقط عنهُ سُليمان واصطدم رأسه عليها، فمات على الفور وعُمره إحدى وأربعون سنة، وقيل أيضًا أنَّ وفاته جاءت نتيجة اصطدامه بِبعض الأشجار وهو على صهوة جواده، الذي ثار ولم يستمع لِتعليمات سيِّده. وكانت وفاة سُليمان سببًا في وقف التقدُّم العُثماني في أوروپَّا إلى حين، لِأنَّ سُليمان كان الأكثر قُدرةً، من بين أبناء أورخان على مُتابعة هذه المسيرة. وحزن أورخان حُزنًا شديدًا على وفاة ابنه، حتَّى قيل أن أجله اقترب أكثر من شدَّة حُزنه. وفي شهر جُمادى الأولى 761هـ المُوافق فيه شهر آذار (مارس) 1360م، توفي أورخان وسنُّه إحدى وثمانون سنة ومُدَّة حُكمه خمسٌ وثلاثون سنة، بعد أن أيَّد إمارته بِفُتُوحاته الجديدة وتنظيماته العديدة وترتيباته المُفيدة، ودُفن في مدينة بورصة في تُربة والده عُثمان، وإلى جانب ابنه سُليمان.

## تجديداته وتنظيماته الإداريَّة

### في مضمار الدولة
جعل أورخان غازي من إمارة العُثمانيين دولةً فعليَّة بِفضل القوانين الجديدة والتنظيمات التي سنَّها. فكان إنشاء منصب الصدارة العُظمى لأوَّل مرَّة في تلك الحقبة، وهو أوَّل من عيَّن القُضاة والصوباشيين، وأرسل القُضاة إلى السناجق، وأنشئ ديوانًا لِلنظر في شُؤون الحُكم، وكذلك نظام الوقف. بلغت مساحة الأراضي العُثمانيَّة عشيَّة وفاة أورخان 95,000 كلم2، وهي تُمثِّل 6 أضعاف الأراضي التي كانت عند جُلوسه على العرش. شملت هذه المساحة كامل ولايات بيله جك الحاليَّة، وبورصة، وبالي كسرى - مع جُزر بحر مرمرة -، وصقارية، وقوجه إيلي؛ بِالإضافة إلى ولاية چنق قلعة، وأقضية بيغة، وأمروز، وبوزجه‌آطه، وولاية سنجق إسكي شهر، والجانب الآسيوي من إستنبول عدا بضعة قُرى في الجُزر البحريَّة المُجاورة لِلمدينة، وأقضية كشان وأبسالة التابعة لِأدرنة، وقضاء لوله برغاز التابع لِولاية قرقلر إيلي، وولاية تكرطاغ عدا قضاء سراي، وأقضية سومة وقرق آغاچ التابعة لِولاية مغنيسية، ودومانچ التابعة لِولاية كوتاهية، وبرغمة، وديكيلي، وقينق لِولاية إزمير، وأقضية المركز، ونالليخان، وبك بازاري، وعيَّاش، وقيزاجه حمام، وحيمانة، وبولاتي التابعة لِولاية أنقرة. وهكذا ترك السُلطان أورخان قطرًا لا يُستهانُ به، خاصَّةً إذا ما أُخذ بِعين الاعتبار أنَّ تعداد سُكَّان هذه الأراضي في ذلك العصر كان يفوق بِكثير تعداد سُكَّان مملكة إنگلترا، إذ يُقدَّرُ عدد العُثمانيين في سنة 1362م بِما يفوق 3 ملايين نسمة بِقليل، بينما بلغ عدد الإنگليز مليونيّ نسمة حينها.

### في مضمار الجيش
وصل عدد الجُنود العُثمانيين في عهد السُلطان أورخان بدايةً من سنة 1332م إلى 90,000 جُندي: 40,000 منهم خيَّالة و50,000 مُشاة، وعندما فتح إمارة قرەسي سنة 1345م، انضمَّ جُنود هذه الإمارة البالغ عددهم 25,000 إلى الجيش العُثماني، ولم يكن في تلك الأيام لِأي أميرٍ أناضوليٍّ مثل هذا العدد الكبير من العساكر، الذين وصل عددُهم في نهاية عهد أورخان إلى 115,000 جُندي. وعلى سبيل المِثال فإنَّ من بين أقدر الجُيُوش الإمارات التُركمانيَّة كان جيش الإمارة القرمانيَّة، وقد تكوَّن من 50,000 جُندي منهم 25,000 خيَّال و25,000 مُشاة. وتُبيِّن هذه الأرقام مقدار أرجحيَّة كفَّة الميزان لِصالح العُثمانيين. كذلك، عندما ألحق أورخان إمارة قرەسي بِبلاده، أصبحت الإمارة العُثمانيَّة تمتلك أُسطولًا صغيرًا، فقد كان لِبني قرەسي أُسطولٌ حربيٌّ وجُنُودٌ بحَّارة وأُمراء بِحار مجريُّون. طوَّر سُليمان باشا هذا الأُسطول وجعل ميناء «آيدنجق» المُواجه لِباندرمه، في الرأس الشرقي لِخليج «أردك» لِيكون قاعدةً بحريَّةً لِهذا الأُسطول. وبِهذا الأُسطول عبر سُليمان باشا مضيق چنق قلعة وفتح في 6 صفر 755هـ المُوافق فيه 2 آذار (مارس) 1354م قلعة قلِّيبُلِي. أمر أورخان أن يُميَّز الجُندي العُثماني بِلبس قلنسُوة حمراء وصفراء وسوداء؛ ثُمَّ غيَّر السوداء إلى البيضاء، فبقي الأمر على هذا الحال حتَّى زمن السُلطان بايزيد الأوَّل. ولمَّا كثُر الجُند في زمانه، كما أُسلف، خصَّ لِباس البياض لِخواص السُلطان ومماليكه، بينما ألبس الأعيان أتباعهم قلنسُوة حمراء، واستمرَّ ذلك إلى زمن السُلطان مُحمَّد الفاتح.

### في مضمار التجارة والاقتصاد
أصدر أورخان غازي قانون التجارة في بورصة بعد قانون والده عُثمان غازي الذي صدر في إسكي شهر قُرابة سنة 699هـ المُوافقة لِسنة 1300م، وهو من أقدم القوانين العُثمانيَّة ومُكوَّن من 21 مادة. وبِالإضافة إلى المواد التي تُحدد الضريبة المفروضة على أهل الحرف وأصحاب الدكاكين، فقد وُضعت لِأوَّل مرَّة عدة قواعد لِتحديد معايير الإنتاج والتشغيل لِعُمَّال الحمَّامات والسمكريين وبائعي الشراب.

### في مضمار الحوار الديني

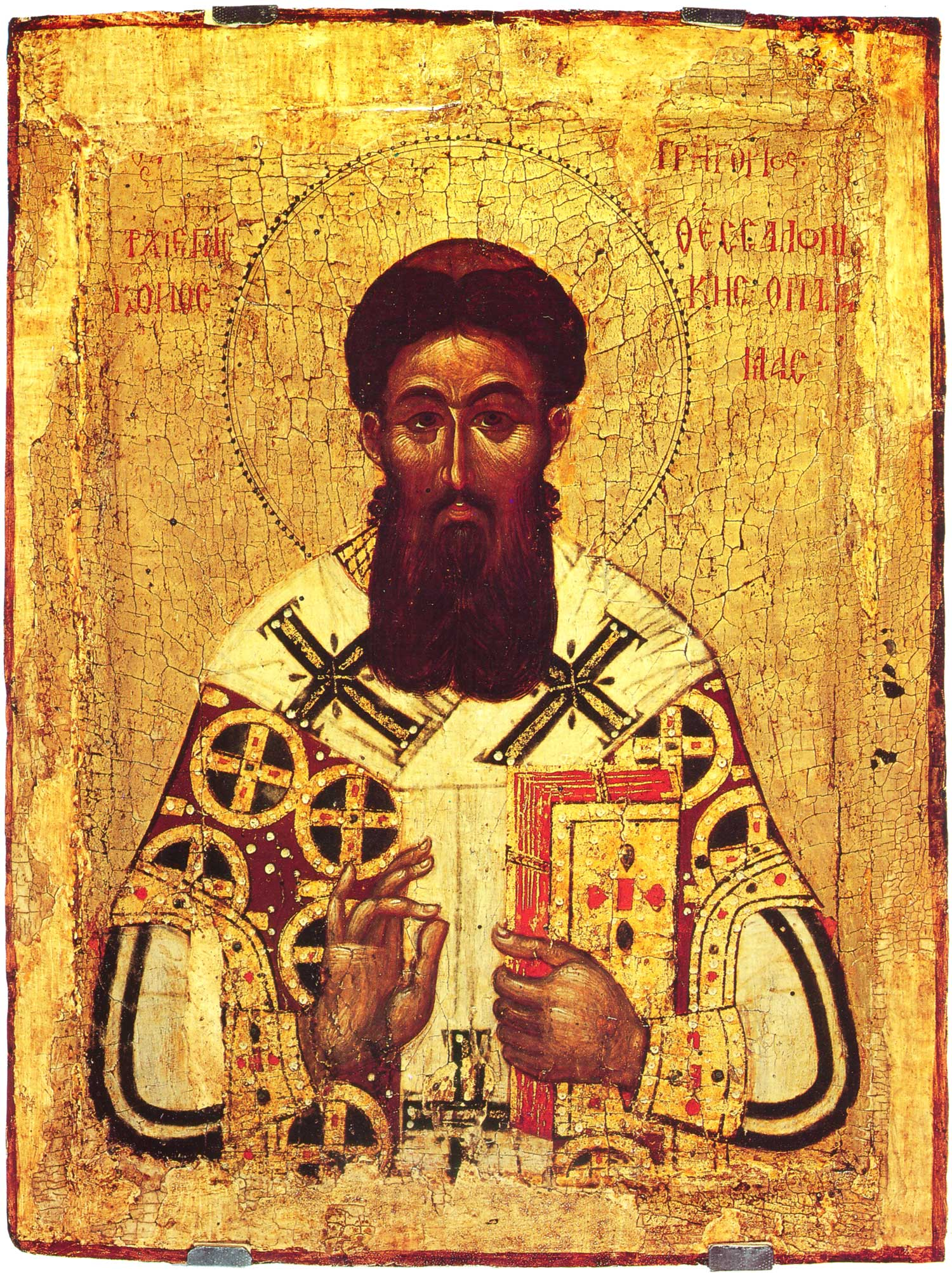
أيقونة روميَّة لِلمُطران ثُمَّ القدِّيس جرجس پالاماس.

عندما فتح العُثمانيُّون قلِّيبُلِي، وقع في يدهم مُطران سالونيك المدعو جرجس پالاماس، الذي كان أحد ألمع اللاهوتيين الروم وزعيمًا لِلحركة الهسيكاستيَّة التي اعتمدتها الكنيسة الروميَّة الأرثوذكسيَّة عقيدةً رسميَّةً في عهد يُوحنَّا السادس قانتاقوزن الذي لقي تأييدًا من جانب پالاماس. وكان پالاماس يُبحرُ من جزيرة تندوس إلى القُسطنطينيَّة عندما وقع أسيرًا في يد البحَّارة العُثمانيين، فاقتادوه إلى بِثِينِيَة. ولمَّا أدرك أورخان الهويَّة المُميزة لِسجينه طلب فديةً ضخمةً لِإطلاق سراحة، وأكرمه تكريمًا عاليًا، وأتاح لهُ الاجتماع بِعددٍ من مسيحيي بثينيا واطلاعهم على التطوُّرات الجارية في الإمبراطوريَّة البيزنطيَّة والكنيسة. وأظهرت عائلة السُلطان أورخان اهتمامًا بِوُجود هذا المُطران على الأراضي العُثمانيَّة بِسبب علاقاته الوثيقة مع الدوائر الملكيَّة المُحيطة بِقانتاقوزن. وأثناء وليمةٍ دُعي إليها ذات مرَّةٍ من قِبل إسماعيل حفيد أورخان، تسنَّى لِلمُطران پالاماس أن يُثير في مُناقشةٍ مُستفيضة مسائل الصوم في المسيحيَّة والإعراض عن أكل اللحم، والمُعتقد المسيحي في الصليب والسيِّدة مريم العذراء. وقد تناهت بلاغة پالاماس إلى السُلطان أورخان الذي بادر إلى عقد ندوة عامَّة لِلحوار بين المسيحيين والمُسلمين في نيقية، حيثُ دعا عددًا من اليهود الذين اعتنقوا الإسلام لِتمثيل الجانب الإسلامي في هذا اللقاء. جرت المُناقشة بِاللُغة اليونانيَّة كونها كانت اللُغة الأُم للروم واليهود ممن اعتنقوا الإسلام مُؤخرًا، كما حضر الندوة عددٌ من المُترجمين لِمُساعدة المُسلمين التُرك على التقاط وقائع المُساجلة. وتميَّزت تلك الندوة بِالحيويَّة، وتناولت مسائل جوهريَّة عدَّة منها: موسى والأنبياء، والبعث وصُعُود المسيح، وإحجام المسيحيين عن الاعتراف بِرسالة النبيّ مُحمَّد، والخِتان. وبدا في تلك الندوة أنَّ المُسلمين كانوا مُغتبطين ممَّا سمعوا وتعلَّموا وقد حيُّوا پالاماس باحترامٍ كبيرٍ قبل أن تُختتم المُناقشات وينفضُّ المُستمعون. وفي المُقابل، أقدم أحد اليهود ممن اعتنقوا الإسلام على إهانة المُطران وضربه، غير أنَّهُ اعتُقل فورًا وجيء به إلى السُلطان. وبادر پالاس، بعد أيَّامٍ قليلة، إلى خوض مُناقشةٍ دينيَّةٍ عامَّة على نحوٍ غير رسميّ، مع عالمٍ مُسلمٍ مُتمكِّنٍ شاهده وهو يؤم صلاة الجنازة. دار السجال بين الطرفين حول مسألةٍ رئيسيَّةٍ تمثَّلت في اجتثاث اسم الرسول مُحمَّد من الكتاب المُقدَّس، وتحلَّق حول الرجلين جمعٌ من المُسلمين والمسيحيين لِمُتابعة تفاصيل الحوار، وبدا پالاس مُتطرفًا قليلًا في آرائه الأمر الذي استفزَّ بعض المُسلمين من الحُضُور. وعندما لاحظ ما آلت إليه أجواء المُناقشة استدرك، مُبتسمًا، بِالقول أنَّهُ في حال اتفق الجميع على سائر المسائل، فإنهم، بِذلك، يتقاسمون دينًا واحدًا بِعينه. ثُمَّ اندفع أحد المُسلمين قائلًا بِلهجةٍ مُتفائلة إنَّ يومًا ما قد يحملُ في طيَّاته توفُقًا من هذا القبيل، قبل أن ينفضّ الجمع بِسلام.

### توطيد العلاقة بين الدولة والبكطاشيَّة
توطَّدت العلاقة في عهد السُلطان أورخان بين القيادة السياسيَّة العُثمانيَّة ومشايخ البكطاشيَّة، وبالأخص الأبادلة الأروام، وفي مُقدمتهم الشيخ المجذوب موسى أبدال. وكان الشيخ المذكور أحد عُظماء شُيُوخ البكطاشيَّة، ويعتبره البكطاشيُّون أحد الأولياء الصالحين، وقد حضر مع السُلطان أورخان فتح بورصة، وساهم في صد العدوان عن الإمارة العُثمانيَّة في بداية نشأتها، وكان يُقدِّم مُريديه كمُحاربين لِمُؤازرة أورخان في حُروبه حتَّى يتم النصر لِلجيش العُثماني، وبِذلك انضوى كثيرٌ من البلاد في الأناضول تحت راية العُثمانيين. ومن المعروف أنَّ موسى أبدال وضع أدبيَّات الطريقة البكطاشيَّة، وكان يعتبر الحاج بكطاش وليّ «پيرًا» أي «صاحب علمٍ»، رُغم أنَّهُ لم يلتقِ به وجهًا لِوجه، فاتبع مذهبه وقلَّده، واتبعه مُريدوه بِدورهم، وقد انتشروا بِكثرةٍ في كافَّة أنحاء الأناضول، وبِخاصَّةٍ في القسم الغربي منه، وتأثَّر بهم الناس، فأخذت فكرة تعظيم الحاج بكطاش وليّ تنتشر في أماكن واسعة داخلة في نطاق الإمارة العُثمانيَّة. ومن أبرز المشايخ البكطاشيَّة من أصحاب النُفُوذ زمن السُلطان أورخان أيضًا، الشيخ المجذوب المشهور بِـ«دوغلو بابا»، وقد حضر مع السُلطان فتح بورصة، وكان يُهيِّئ لِلجُنُود لبنًا ممزوجًا بِالماء، ويُقسِّمه عليهم وقت عطشهم، وكذلك الشيخ المجذوب أبدال مُراد الذي شارك بِدوره في حصار وفتح بورصة، وقد بنى السُلطان أورخان تكيَّةً لِأبدال مُراد ومُريديه في مدينة بورصة، ووقَّف قرية لِتغطية نفقاتها، وبحسب أوليا چلبي فإنَّ هذه التكيَّة كانت مُخصصة لِلبكطاشيَّة. ويقول عاشق باشا زاده في أثره أنَّ أورخان لمَّا استقرَّ في بورصة ونقل تخت المُلك إليها، جعل يُفتِّش عن الدراويش لِنقلهم إلى العاصمة الجديدة كي يُساهموا بِدعوة أهلها من الروم إلى الإسلام ويصبغونها بِالصبغة الإسلاميَّة، فأرسل إلى مُختلف أنحاء الأناضول يطلب منهم الحُضُور إليه، فأجابه كثيرون واستقرُّوا في المدينة الجديدة، لكنَّ أحد الدراويش، ويُدعى «گاييكلي بابا» أي «صاحب الأيل»، اعتزل الآخرين ورفض الحُضُور، وسمع أورخان من الدراويش الذين كانوا معه أنَّه رجلٌ مُبارك، فأمر بإحضاره إلى بورصة أو أن يذهب إليه بنفسه لإحضاره، لكنَّهُ أبى مُجددًا ورفض حُضُور السُلطان إليه. بعد ذلك بِيوم، شُوهد ذلك الدرويش وهو يزرع شجرة حور عند باب المدينة، فخرج إليه أورخان مُرحِّبًا، فقال له الدرويش: «ما دامت بركاتنا عليك ستبقى على مكانتك؛ لأنَّ دُعاء الدراويش لك ولنسلك مقبول عند الله»، ثُمَّ دعا له ورجع إلى مكانه حيثُ كان يزرع الشجرة، فعرض عليه أورخان أن يمنحه قصبة إینه‌گول وأعمالها، لكنَّهُ رفض وقال: «هَذَا المُلكُ مَالٌ، والمُلكُ لله، يُعطِيهِ مَن يَشَاء. وَنَحنُ لَسنَا مِن أَهلِ المَالِ وَالمُلكِ. إنَّ الله  أَعطَى أَمَانَةَ هَذَا المُلكَ لِلمُلُوكِ، وَأَعطَى المَالَ لِلأُمَرَاء وَأَصحَابَ التِجَارَة. نَحنُ نَعيشُ دُونَ أن نَخَافَ مِنَ الغَدِ، وقد أَعطَى لَنَا رِزقًا جَدِيدًا كُلَّ يَوم». ثُمَّ نظر إلى مكان أورخان وقال لهُ: «هذا المكان يكفي لِجُلُوسنا نحنُ الدراويش»، فقبل أورخان هذا الكلام وشكر الدرويش على دُعائه، وبنى لهُ في ذلك المكان جامعًا وتكيَّة وقبَّة. ويقول عاشق باشا زاده بعد هذه الحكاية، أنَّ سلاطين العُثمانيين اهتموا بالبكطاشيين مُنذُ تلك الفترة، وكرَّر أوليا چلبي هذا الكلام، ومُنذُ ذلك الحين توطَّدت العلاقة بين السلطنة والطريقة البكطاشيَّة، وأوكل إلى البكطاشيين مُهمَّة منح التربية المعنويَّة للانكشارية، فارتبط هؤلاء بها ارتباطًا وثيقًا حتَّى عُرف أوجاقهم بِأوجاق البكطاشيَّة، ولمَّا أُلغيت طائفة الانكشاريَّة بعد قُرُون، أُلغيت معها البكطاشيَّة وأُزيلت كُل الامتيازات التي تمتع بها مشايخها.

## شخصيَّته وصفاته

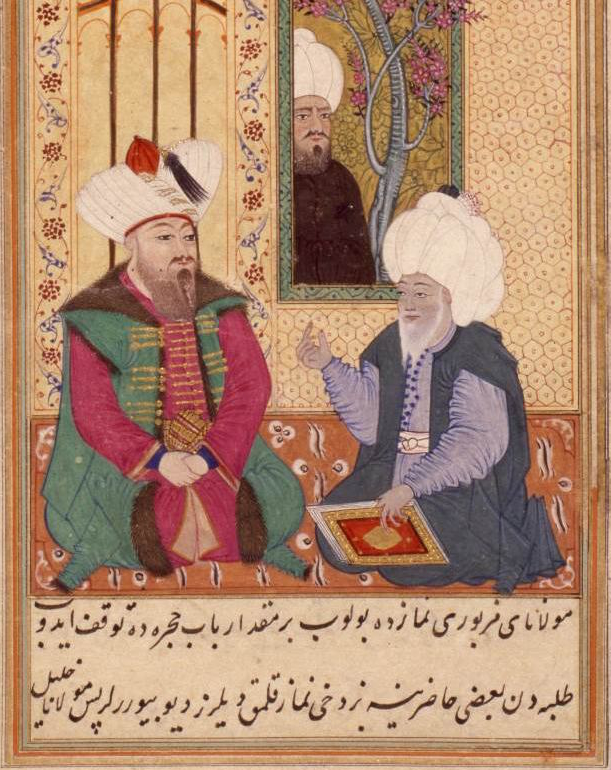
مُنمنمة عُثمانيَّة تُصوِّرُ أورخان (يسارًا) جالسًا بِحضرة العالم الشهير علاءُ الدين الأسود.

تُفيد المصادر أنَّ أورخان بن عُثمان كان وسيمًا ومهيبًا وقويًا، فكان وجهه أبيض اللون يميلُ إلى الورديّ، وكان عاقد الحاجبين، ومُدوَّر اللحية، وطويل القامة، وعريض المنكبين، وكان أنفه يُشبه كبش الدك، وكانت عيناه واسعتين. أمَّا المُؤرِّخ الرومي «هالكوكونديلس» فيقول أنَّ أورخان كان «شَدِيدُ اللَّبَاقَةِ، وَكَرِيمًا بِشكَلٍ خَاصٍّ مَعَ الْفَاتِحِين والفَنَّانِينَ وَالْفُقَرَاء». أمَّا المُؤرِّخ العُثماني «نشري» فيقول إنَّهُ كان يُحب العُلماء وحفظة القُرآن، وخصَّص لهم رواتب تُسمَّى بِالتُركيَّة «أُلفة». يعتبرُ الباحثُ التُركي «دوغان قوبان» أنَّهُ نظرًا لافتقار المُؤرخين والباحثين إلى المعلومات المُؤكدة عمَّا إذا كان الغازي أورخان يهتم بِالفُنون الجميلة أم لا، يُمكن اعتبار المزهريَّة المعروضة في متحف اللوڤر بباريس والتي تحملُ اسمه بِمثابة طرف خيط في هذا الموضوع، والتعمُّق في الجانب الفني لِأورخان.
ويُروى أنَّ أكثر ما كان يُدخل البهجة إلى نفس أورخان كان إشعاله قناديل الجوامع التي أمر ببنائها، وتوزيعه الطعام الذي أمر بِطهيه في قصره على الفُقراء والمساكين بِنفسه. أمَّا المُؤرخ التُركي أحمد حمدي طانبينار فيصف الخُصوصيَّة التأسيسيَّة لِأورخان على النحو التالي: «إِنَّهُ فِي نُقْطَةِ الْبِدَايَةِ لَا يَتَوَقَّفُ عِنْدَ حُدودِ بَنَّاءَ إمْبِرَاطُورِيَّة، فَيُضِيفُ إِلَيْهَا عُمْقَ الرَّحْمَةِ وَالشَّفَقَةِ أَيْضًا». ويقول المُؤرِّخ التُركي صالح گولن: «إِنَّ أُوْرَخَان غَازِي بَنَى مُجَمَّعِينَ لِمَسْجِدَيْنِ فِي بُورْصَةِ وَإِزْنِيْق لِتَقْديمِ الْخِدْمَاتِ الْخَيْرِيَّةِ الْمُخْتَلِفَةِ لِلْمُجْتَمَعِ، وَكَانَ يَقُومُ أَحَيَّانًا بِتَقْديمِ الْحَسَاءِ لِلْفُقَرَاءِ فِي مَطْبَخٍ لِلْمُحْتَاجِينَ دَاخَلَ هَذَيْنِ الْمُجَمَّعِينَ. كَانَ أُوْرَخَانَ غَازِي حَاكِمًا تَقِيًّا، كَمَا كَانَ قَائِدًا ذَكِيَّا أَيْضًا، بَلْ كَانَ قَائِدًا شُجَاعًا لِلَغَاِيَّةِ، حَتَّى إِنَّهُ اِعْتَادَ أَنْ يَقْوَدَ فَرَسُهُ وَيَقْوَدَ الْجَيْشُ مِنْ صُفُوفِهِ الْأولَى. وَقَدْ نَفَّذَ وَصِيَّة أَبِيهِ مِنْ خِلَالِ وُجُودِهِ دَائِمًا بَيْنَ النَّاسِ وَمَنْ أَجَلِ النَّاسِ».
حسب كتاب «التاريخ الصافي» لِيحيى بُستان زاده، كان أورخان يصوم أيَّام الاثنين والخميس، ويعتمر قُبَّعة من وبر الصوف، ويلُفها بِلفَّةٍ بيضاء تيمُنًا بِالمُلَّا جلالُ الدين الرومي. وبِحسب بعض المصادر كان يعتمر قُبَّعة من وبر حيوانٍ أبيض. أخيرًا وصف الشاعر يُونُس إمره خِصال وقيم السُلطان أورخان بِقوله: «أَنَا لَا أُمَيِّزُ بَيْنَ يُونِسٍ وَالْغَازِيَّ أُوْرَخَانَ وَمَنْ مَعَهُ مِمَّنْ عَمِلُوا عَلَى تَأْسِيسِ الْإمْبِرَاطُورِيَّةِ الثَّانِيَةِ. كُلَّمَا اِنْحَنَيْتُ نَحْوَ وَجْهِ الْغَازِيِّ أُوْرَخَانَ، رَأَيْتُ خُطُوطًا مُنْعَكَسَةً مِنْ دِيوَانِ يُونِسٍ. وَأُحَيِّي عَالَمَ الْقَيَمِ الْبَنَّاءَةِ الْمُتَوَلِّدَةِ مِنْ لُغَتِهِ التُّرْكِيَّةِ وَزَوْبَعَةِ رَوْحِهِ الْكَامِنَةِ خَلْفَ تِلْكَ الْفُتُوحَاتِ كُلَّهَا».

## زوجاته وأولاده
تزوَّج أورخان بِعدَّة نساء خِلال حياته، منهُنَّ مُسلمات ومنهُنَّ مسيحيَّات، وبعضُ تلك الزيجات كان لِدوافع سياسيَّة محض، وبعضُها الآخر كان زواجًا تقليديًا، وقد توفيت بعض زوجاته في حياته، وتزوَّج من بعدهن، وأنجب عدَّة أولاد من ذُكورٍ وإناث. أمَّا قائمة زوجاته وأولاده فهي:
- سُلطان بك خاتون (1324–1362م) وأنجب منها:
  - خديجة خاتون. تزوَّجت سُليمان بك الداماد ابن صاووجي بك ابن أخ جدِّها عُثمان الأوَّل.

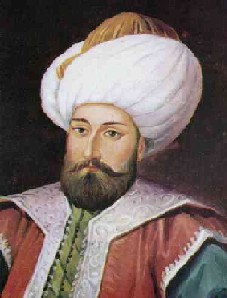
السُلطانُ الغازي مُراد خان الأوَّل، ابنُ أورخان ونيلوفر خاتون، وخليفة والده على العرش العُثماني.

- نيلوفر خاتون (1283-1383م) ابنة صاحب يني حصار الرومي.[la 45][la 46][la 47] ويُلاحظ أنَّ هذا الزواج كان لهُ وضعًا غريبًا من الناحية العُمريَّة، إذ عندما تزوَّج أورخان من نيلوفر كان في الحادية عشرة أو الثانية عشرة من عُمره. وبِهذا تكون نيلوفر أكبر من أورخان بِخمس سنواتٍ أو ست، وبِالتالي يُمكن القول إنَّ زواجها منه - في البداية على الأقل - لم يكن سوى عملٍ رمزيٍّ. لِهذا السبب، وكما يعتقد الباحث رشيد أكرم قوتشو، إنَّهُ من غير المعقول أن ينشأ عشقٌ جسديٌّ بين صبيّ في الحادية عشرة أو الثانية عشرة من عُمره، وصبيَّة في السادسة عشرة من عُمرها.[74] أنجبا ولدان على الأقل، أو ثلاثة، بقي نسلُ سلاطين آل عُثمان مُتحدرًا من واحدٍ منهم فقط هو مُراد، لِهذا السبب قيل بِأنَّ السُلالة العُثمانيَّة من نسل نيلوفر خاتون:[74]
  - سُليمان باشا (ح. 1316 - 1357م). الابن البِكر لِأورخان ووليّ عهده المُفترض وصاحب الفُتوحات الكبيرة في أوروپَّا. تُوفي بعد أن سقط عن حصانه كما أُسلف.
  - مُراد الأوَّل (1326 - 1389م). تولَّى الإمارة بعد أبيه وتوسَّع في الفُتوحات بِأوروپَّا وفتح بلاد الصرب وأقسامًا كبيرة من الروملِّي وعزل القُسطنطينيَّة عن مُحيطها. قضى نحبهُ في معركة قوصوه على يد جُندي صربي.[la 48][la 49]
  - قاسم باشا (ت. 1346م).
- بيالون خاتون.
- آسپورچه خاتون. نسبها موضع خِلافٍ بين المُؤرخين،[la 50] وقد تزوَّجها أورخان سنة 1316م، وأنجب منها صبي وبنتان،[la 50] ولمَّا ماتت دُفنت مع زوجها في تُربته بِبورصة.
  - إبراهيم باشا (1316–1362م)، تولَّى حُكم إسكي شهر.
  - فاطمة خاتون.
  - سُلجوق خاتون.

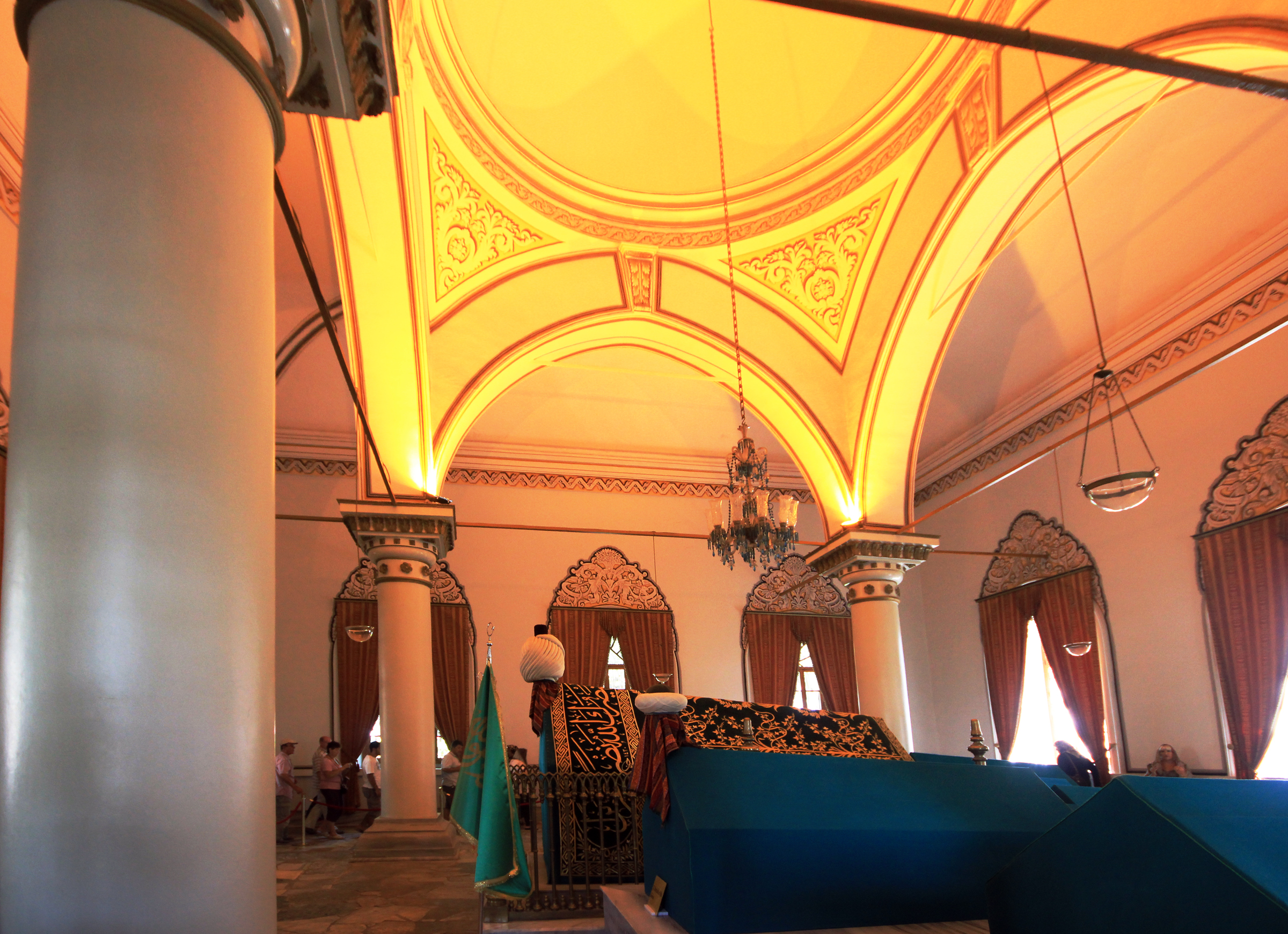
قُبُور أورخان وزوجاته وأولاده في تُربته الكائنة في مدينة بورصة.

- تُيُودورة قانتاقوزن خاتون. ابنة إمبراطور بيزنطة يُوحنَّا السادس قانتاقوزن وآيرين آسانينا. تزوَّجها أورخان سنة 1346م، وبِموجب هذا الزواج وضع العُثمانيُّون خمسة آلاف جُندي تحت تصرُّف الروم. ويبدو أنَّهُ كانت لِلإمبراطور شُروطٌ أُخرى كأن يُمكِّن أورخان زوجته من رؤية عائلتها كُلَّما استبدَّ بها الشوق لِرؤيتهم. وتُشيرُ إحدى السجلَّات إلى أنَّ أورخان أتى مع زوجته هذه إلى جوار أُسكُدار سنة 1347م، حيثُ مدَّ جُنوده سجَّادًا على العُشب، وأتى جُنُودٌ روم على متن زورق إلى قُرب بُرج العذراء على مدخل مضيق البُسفور، واصطحبوا تُيُودورة إلى قصر والدها، وبعد بقاء تُيُودورة هُناك فترة، وإشباع شوقها لِعائلتها أعادوها إلى جوار بُرج العذراء، وسلَّموها لِجُنُود أورخان. ومن المعلوم أنَّ عُرس تُيُودورة أُقيم في منطقة سلوري، وجاءت السُفن العُثمانيَّة إلى هُناك لِأخذ العروس، وانطلقت من مودانية إلى بورصة، واصطحبتها إلى قصر السُلطان.[75] أنجبا إبنًا واحدًا على الأقل:
  - خليل باشا (1347 - 1362م). يشتهر بِسبب حادثة خطفه على يد بعض القراصنة الجنويين وتواسُط الإمبراطور البيزنطي لِفدائه وإطلاق سراحه كما أُسلف.
- مريم خاتون ابنة الإمبراطور البيزنطي أندرونيقوس الثالث پاليولوگ.
- إفتان ديسه خاتون ابنة محمود گُندُز ألب عم أورخان وشقيق والده عُثمان.[la 51]

## ميراثه

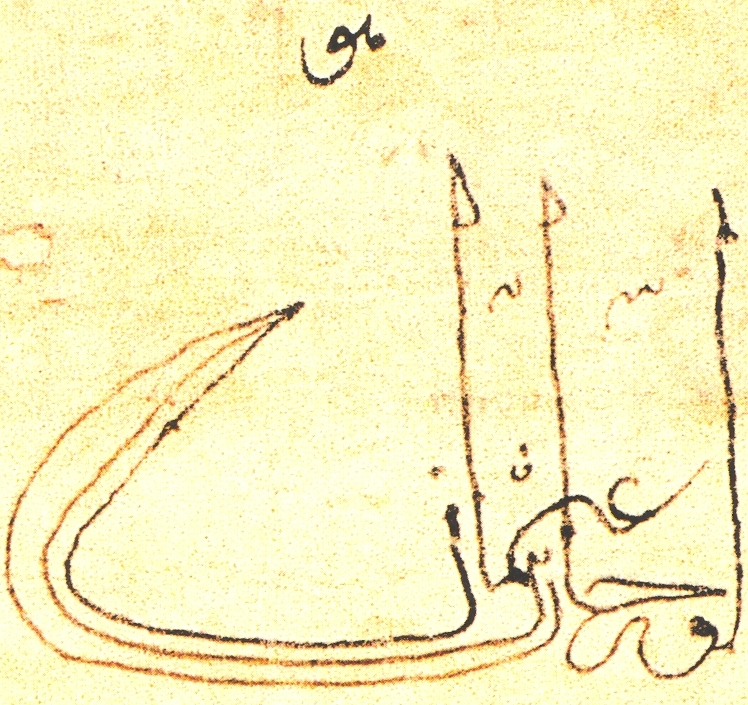
طغراء أورخان الغازي بِخط يده.

يقول المُؤرِّخ التُركي أحمد حمدي طانبينار أنَّ أورخان كان نموذجًا لِجميع السلاطين على مدى قرنٍ ونصف. ويرى كاتب تاريخ العُثمانيين الشيخ إدريس البدليسي في كتابه الموسوم بِالفارسيَّة «هشت‌بهشت» (أي «ثمانية سلاطين» أو «ثمانية جِنان») أنَّ أورخان غازي هو المُؤسس الحقيقي لِلدولة العُثمانيَّة. بينما يرى المُؤرِّخ الكبير خليل إينالجك أنَّ أورخان كان أوَّل حاكمٍ عُثمانيٍّ لُقِّب بِلقب «سُلطان». ويعتبر عبد الرحمٰن شرف بك آخر المُؤرخين العُثمانيين أنَّهُ مقدام، ووضع أُسسًا قويَّةً لِبناء الدولة التي بدأ والده ببنائها، ونجح بِنقل قبيلة كانت تجوب فيافي الأناضول إلى دولة حكمت في أوروپَّا وآسيا بِفضل إدارته العادلة.
يُعزي المُؤرِّخ الشيخ عبدُ القادر أوزجان نجاح أورخان إلى ما تلقَّاه من الآداب والعُلوم على يد جدِّه لِأُمِّه الشيخ «إده بالي»، وإرادة والده عُثمان الفولاذيَّة التي ورثها عنه، وصدقه الذي اشتهر به حتَّى قيل بأنَّهُ لم يُحيد عنه في حياته، وصراحته الدائمة، ودُعاء عُلماء المرحلة لهُ بِالبركة والحُفظ، كما يقول أوزجان أنَّ تواضع علاء الدين بن عُثمان يُشكِّلُ سببًا إضافيًا لِنجاح أورخان كمُؤسس لِلدولة العُثمانيَّة. هذا ومن المعروف أنَّ أورخان كان أوَّل سُلطانٍ رُسمت طغراء باسمه، وسار على نهجه جميع سلاطين بني عُثمان الذين أتوا من بعده حتَّى انهيار الدولة بعد قُرابة ستمائة سنة. شكَّل حُكمُ أورخان بداية النهاية بِالنسبة لِلإمبراطوريَّة البيزنطيَّة، ومرحلةً جديدةً في التاريخ الإسلامي شهدت أوَّل استقرارٍ لِلمُسلمين في أوروپَّا الشرقيَّة، وبالإجمال يُنظر إليه على أنَّهُ أحد أنجح السلاطين العُثمانيين خُصوصًا والمُسلمين عُمومًا في مسيرتهم العسكريَّة والسياسيَّة، وبِفضل إنشائه جيش الانكشاريَّة توسَّعت الدولة العُثمانيَّة لاحقًا حتَّى فتحت كامل البلاد البلقانيَّة وضمَّت ما جاورها من بلادٍ إسلاميَّة، بعد أن أصبح ذلك الجيش أكبر عامل من عوامل تقدُّم الفُتوحات والتوسُعات.

### فهرست المراجع
بِاللُغتين العربيَّة والعُثمانيَّة
1. 1 2  ابن بطوطة (1997)، ص. 197.
2. ↑  طقوش (2013)، ص. 43.
3. ↑  القطوري (2008)، ص. 28.
4. ↑  القرماني (1865)، ص. 298.
5. ↑  سعد الدين (1862)، ص. 19.
6. ↑  القرماني (1985)، ص. 12.
7. ↑  كرمان (2015).
8. 1 2  فريد بك (1981)، ص. 120.
9. ↑  سعد الدين (1862)، ص. 28-29.
10. ↑  الدوري (2013)، ص. 342.
11. ↑  البيطار (د.ت)، ص. 907.
12. ↑  الكوبريللي (1967)، ص. 142.
13. ↑  فريد بك (1981)، ص. 122.
14. 1 2  حليم (1905)، ص. 38.
15. ↑  مصطفى (1986)، ص. 38.
16. ↑  أبو غنيمة (1983)، ص. 21.
17. ↑  أبو غنيمة (1983)، ص. 3.
18. ↑  حرب (1994)، ص. 12.
19. 1 2 3  حجا وآخرون (1972)، ص. 116.
20. 1 2 3 4 5  طقوش (2013)، ص. 34-35.
21. 1 2 3 4 5  فريد بك (1981)، ص. 122-123.
22. ↑  دهيش (1995)، ص. 32.
23. ↑  بيهم (1925)، ص. 149-150.
24. ↑  فراشري (1316هـ)، ص. 1551-1552.
25. ↑  الخراشي (2000)، ص. 14.
26. ↑  رافق (1993)، ص. 35.
27. ↑  سعد الدين (1862)، ص. 42.
28. ↑  شرف (1315هـ)، ص. 72.
29. ↑  سلطان (1991)، ص. 29.
30. ↑  عوض (1969)، ص. 13.
31. 1 2  الصلابي (2001)، ص. 59.
32. ↑  البحراوي (1408هـ)، ص. 204.
33. ↑  جودت (1890)، ص. 39.
34. ↑  دحلان (1997)، ص. 120.
35. ↑  نجم (1413هـ)، ص. 29.
36. ↑  طقوش (2013)، ص. 36.
37. ↑  أبو غنيمة (1983)، ص. 147.
38. ↑  أرمغان (2014)، ص. 16.
39. 1 2  أوزتونا (2010)، ص. 93.
40. 1 2  أوزتونا (2010)، ص. 94.
41. 1 2 3  فريد بك (1981)، ص. 124.
42. ↑  سعد الدين (1862)، ص. 42-43.
43. ↑  ابن بطوطة (1997)، ص. 198-200.
44. ↑  سعد الدين (1862)، ص. 44-45.
45. ↑  القرماني (1985)، ص. 11.
46. ↑  مانتران (1993)، ص. 25.
47. ↑  الصلابي (2001)، ص. 60-61.
48. ↑  سعد الدين (1862)، ص. 48-49.
49. 1 2  طقوش (2013)، ص. 40.
50. ↑  الرشيدي (2013)، ص. 25.
51. ↑  مصطفى (1986)، ص. 40.
52. ↑  الصلابي (2001)، ص. 61.
53. 1 2  حاجي خليفة (2009)، ص. 140.
54. ↑  رستم (1956)، ص. 230.
55. ↑  جحا وآخرون (1972)، ص. 117.
56. 1 2  طقوش (2013)، ص. 41.
57. 1 2 3 4 5 6 7 8 9 10 11  أوزتونا (2010)، ص. 94-96.
58. ↑  إينالجك (2002)، ص. 19-20.
59. 1 2  سعد الدين (1862)، ص. 55.
60. ↑  طقوش (2013)، ص. 42.
61. ↑  مانتران (1993)، ص. 31.
62. ↑  القرماني (1985)، ص. 31.
63. ↑  فريد بك (1981)، ص. 129.
64. 1 2 3  أوزتونا (2010)، ص. 97.
65. ↑  زخاريادو (1995)، ص. 28.
66. 1 2  عبد العال (2010)، ص. 60.
67. ↑  گُل (2014)، ص. 378.
68. 1 2 3 4  يونم (2016)، ص. 9-11.
69. ↑  طاشكبري زاده (1975)، ص. 1.
70. ↑  أرمغان (2014)، ص. 18-19.
71. ↑  أرمغان (2014)، ص. 21.
72. 1 2 3 4  أرمغان (2014)، ص. 22.
73. ↑  گولن (2014)، ص. 14-15.
74. 1 2  أرمغان (2014)، ص. 19.
75. ↑  أرمغان (2014)، ص. 20.
76. 1 2  أرمغان (2014)، ص. 18.

باللُّغات التُركيَّة والإنگليزيَّة والفرنسيَّة
1. ↑  Emecen (2019), p. 182-183.
2. 1 2  Sakaoğlu (1999), p. 52-62.
3. ↑  Goffman (2002), p. 42.
4. ↑  İnalcık (2010), p. 43.
5. ↑  Salih Çelebi (2013), p. 48.
6. 1 2 3 4 5 6 7  Sakaoğlu (1999a), p. 386-389.
7. ↑  İnalcık (2010), p. 45.
8. ↑  Creasy (1878), p. 13.
9. ↑  Gibbons (n.d), p. 55-56.
10. ↑  Christopher (1967), p. 759.
11. ↑  Shaw (1976), p. 15.
12. ↑  Warren (1997), p. 761.
13. ↑  Bartusis (1997), p. 91.
14. ↑  Nicol (2002), p. 32–33.
15. ↑  Kyriakidis (2011), p. 204.
16. ↑  Nicol (1993), p. 171.
17. ↑  Gibbons (n.d), p. 59-60.
18. ↑  İnalcık (2009), p. 39.
19. ↑  İnalcık (2010), p. 46-48.
20. ↑  İnalcık (2010), p. 50.
21. 1 2  İnalcık (2009), p. 41.
22. ↑  İnalcık (2010), p. 52.
23. ↑  Gibbons (n.d), p. 66.
24. ↑  İnalcık (2010), p. 50-51.
25. ↑  Shaw (1976), p. 15-16.
26. ↑  İnalcık (2010), p. 51.
27. ↑  Gibbons (n.d), p. 85.
28. ↑  Norwich (1997), p. 346.
29. ↑  Norwich (1997), p. 346.
30. ↑  İnalcık (2009a), p. 77-108.
31. ↑  Nicol (2002), p. 76–77.
32. ↑  Fine (1994), p. 322.
33. ↑  Nicol (1993), p. 121.
34. ↑  Gibbons (n.d), p. 94.
35. ↑  Shaw (1976), p. 16.
36. 1 2  Norwich (1996), p. 302.
37. ↑  Aktepe (1950), p. 283-307.
38. ↑  Norwich (1996), p. 320.
39. ↑  Yılmaz (2015), p. 201-236.
40. ↑  Yılmaz (2015), p. 213-214, 221-225.
41. ↑  Philippidis-Braat (1975), p. 193-196.
42. ↑  Philippidis-Braat (1975), p. 147-148.
43. ↑  Philippidis-Braat (1975), p. 151, 169 - 185.
44. ↑  Philippidis-Braat (1975), p. 153-165, 187-190.
45. ↑  Runciman (1986), p. 36.
46. ↑  Lowry (2003), p. 153.
47. ↑  Shaw (1976), p. 24.
48. ↑  Fine (1994), p. 410.
49. ↑  Balfour & Kinross (1977), p. 58-59.
50. 1 2  Peirce (1993), p. 34.
51. ↑  Peirce (1993), p. 106–107.
52. ↑  Özcan (1989), p. 320.

### ثبت المراجع(مُرتَّبة حسب تاريخ النشر)
كُتُب ودوريَّات باللُّغة العربيَّة:
- عبد الرحمن البيطار (د.ت). "العثمانيـون: (699 - 1342هـ/1299 - 1924م)". الموسوعة العربيَّة. هيئة الموسوعة العربيَّة. ج. 12. مؤرشف من الأصل في 9 يونيو 2023. {{استشهاد بموسوعة}}: تحقق من التاريخ في: |تاريخ= (مساعدة)
- أحمد بن يوسف القرماني (1865)، أخبار الدُّول وآثار الأُول في التَّاريخ (PDF)، بغداد: مطبعة الميرزا عباس التبريزي، OCLC:40611708، QID:Q119792227
- أحمد جودت باشا (قرابة 1890)، تاريخ جودت، ترجمة: عبد القادر الدنا، بيروت: مطبعة جريدة بيروت، ج. 1، QID:Q119850432 {{استشهاد}}: تحقق من التاريخ في: |publication-date= (مساعدة)
- إبراهيم بك حليم (1905)، كتاب التُحفة الحليميَّة في تاريخ الدولة العليَّة (PDF) (ط. 1)، القاهرة: مطبعة ديوان عموم الأوقاف، OCLC:4770987464، QID:Q107563203
- محمد جميل بيهم (1925)، فلسفة التاريخ العُثماني: كيف نشأت وارتقت السلطنة العُثمانيَّة وإلى أَيِّ حدٍّ بلغت عظمتها، بيروت: مكتبة صادر، OCLC:1041874204، QID:Q107970343
- أسد رستم (1956)، الروم في سياستهم وحضارتهم ودينهم وثقافتهم وصلاتهم بالعرب، مجموعة الدكتور أسد رستم (ط. 1)، بيروت: المكتبة البولسية، ج. 2، QID:Q112612806
- محمد فؤاد الكوبريللي (1967)، قيام الدولة العُثمانيَّة، ترجمة: أحمد السعيد سليمان، القاهرة: دار الكتاب العربي، OCLC:4770493061، QID:Q119079004
- عبد العزيز محمد عوض (1969)، الإدارة العُثمانيَّة في ولاية سُورية: 1864-1914، القاهرة: دار المعارف، OCLC:774056185، QID:Q119825080
- شفيق جحا؛ منير البعلبكي؛ بهيج عثمان (1972)، المُصوَّر في التاريخ (ط. 1)، بيروت: دار العلم للملايين، ج. 6، QID:Q119020382
- طاشكبري زاده (1975)، الشقائق النُعمانيَّة في عُلماء الدولة العُثمانيَّة: ويليه العقد المنظوم في ذكر أفاضل الرُّوم، بيروت: دار الكتاب العربي، OCLC:14820694، QID:Q119418883{{استشهاد}}:  صيانة الاستشهاد: ref duplicates default (link)
- محمد فريد (1981)، تاريخ الدولة العليَّة العُثمانيَّة، تحقيق: إحسان حقي (ط. 1)، بيروت: دار النفائس للطباعة والنشر والتوزيع، OCLC:6150666، QID:Q113541212
- زياد محمود أبو غنيمة (1983)، جوانب مُضيئة في تاريخ العُثمانيين الأتراك (ط. 1)، عَمَّان: دار الفرقان، OCLC:15164443، QID:Q119175215
- أحمد بن يوسف القرماني (1985)، تاريخ سلاطين آل عُثمان، تحقيق: بسام عبد الوهاب الجابي (ط. 1)، دمشق: دار البصائر، OCLC:4770362328، QID:Q119078151
- أحمد عبد الرحيم مصطفى (1986)، في أُصُول التاريخ العُثماني (ط. 2)، القاهرة: دار الشروق، OCLC:4771066482، QID:Q119368991
- محمد عبد اللطيف البحراوي (1408هـ). "من خصائص تاريخ العُثمانيين وحضارتهم" (PDF). مجلَّة الدَّارة. دارة الملك عبد العزيز ع. 4. ISSN:1319-0148. مؤرشف من الأصل (PDF) في 2023-06-27. {{استشهاد بدورية محكمة}}: تحقق من التاريخ في: |سنة= (مساعدة)
- علي سلطان (1991). تاريخ الدولة العُثمانيَّة (ط. 1). دمشق: مكتبة طرابلس العلمية العالمية.
- زين العابدين شمس الدين نجم (1413هـ). "الوظائف العسكريَّة والتشكيلات القتاليَّة في العهد المملوكي والعهد العُثماني". مجلَّة كُليَّة الملك خالد العسكريَّة. كُليَّة الملك خالد العسكريَّة ع. 39. {{استشهاد بدورية محكمة}}: تحقق من التاريخ في: |سنة= (مساعدة)
- روبير مانتران (1993). تاريخ الدولة العُثمانيَّة. ترجمة: بشير السباعي (ط. 1). القاهرة: دار الفكر للدراسات والنشر والتوزيع. ج. 1. ISBN:977-5091-13-6. QID:Q119268097.
- عبد الكريم رافق (1993)، العرب والعُثمانيُّون: 1516 - 1916 (ط. 2)، دمشق: د.ن.، OCLC:4770464925، QID:Q119824027
- محمد حرب (1994)، العُثمانيُّون في التاريخ والحضارة (ط. 1)، مدينة نصر: المركز المصري للدراسات العثمانية وبحوث العالم التركي، OCLC:4771244672، QID:Q119269538
- أليزابيث أ. زخاريادو (صيف العام 1416هـ - 1995م). "الحوار الديني بين البيزنطيين والأتراك خِلال التوسُّع العُثماني" (PDF). الاجتهاد: مجلَّة مُتخصِّصة تُعنى بقضايا الدين والمُجتمع والتجديد العربي الإسلامي. ترجمة: جهاد التُرك. بيروت: دار الاجتهاد ع. 28. مؤرشف من الأصل (PDF) في 2023-06-29. {{استشهاد بدورية محكمة}}: تحقق من التاريخ في: |سنة= (مساعدة)
- عبد اللطيف عبد الله بن دهيش (1995)، قيام الدولة العُثمانيَّة (ط. 2)، مكة المكرمة: مكتبة ومطبعة النهضة الحديثة، OCLC:438041324، QID:Q119145229
- ابن بطوطة (1997). تُحفة النُظَّار في غرائب الأمصار وعجائب الأسفار. الرباط: أكاديمية المملكة المغربية. ج. 2. ISBN:9981-46-006-0. QID:Q119118228.{{استشهاد بكتاب}}:  صيانة الاستشهاد: ref duplicates default (link)
- أحمد زيني دحلان (1997)، الفُتُوحات الإسلاميَّة بعد مضيّ الفُتُوحات النبويَّة (ط. 1)، بيروت: دار صادر، ج. 2، QID:Q119850952
- سليمان الخراشي (2000). كيف سقطت الدولة العُثمانيَّة؟ (ط. 1). الرياض: دار القاسم. ISBN:9960-33-153-9. QID:Q119795400.
- علي الصلابي (2001). السُلطان مُحمَّد الفاتح وعوامل النُهُوض في عصره. الإسكندرية: دار الإيمان للطباعة والنشر والتوزيع. ISBN:977-331-105-8. QID:Q114357988.
- خليل إينالجك (2002). تاريخ الدولة العُثمانيَّة من النُشُوء إلى الانحدار. ترجمة: محمد م. الأرناؤوط (ط. 1). بيروت: دار المدار الإسلامي. ISBN:9959-29-088-3. OCLC:4770974758. QID:Q43033337.
- الصفصافي أحمد القطوري (يوليو - سپتمبر 2008). "رجل من صُنَّاع التاريخ: أورخان غازي". حراء: مجلَّة علميَّة ثقافيَّة فصليَّة. إسطنبول: شركة عشق للنشر والتجارة ع. 12. ISSN:1306-1879. مؤرشف من الأصل في 2023-06-25. {{استشهاد بدورية محكمة}}: تحقق من التاريخ في: |سنة= (مساعدة)
- حاجي خليفة (2009). فذلكة أقوال الأخيار في علم التاريخ والأخبار: تاريخ مُلُوك آل عُثمان. تحقيق: سيد محمد السيد. أنقرة: مؤسسة العالي أتاتورك للثقافة واللغات والتاريخ. ISBN:978-975-16-2183-2. LCCN:2010449393. OCLC:908454327. OL:30470281M. QID:Q119174278.{{استشهاد بكتاب}}:  صيانة الاستشهاد: ref duplicates default (link)
- بديعة محمد عبد العال (2010). الفكر الباطني في الأناضول: الإمام عليّ رضي الله عنه في مُعتقد البكتاشيَّة نموذجًا (ط. 1). القاهرة: الدار الثقافية للنشر والتوزيع. ISBN:977-339-271-6. OCLC:837526188. OL:24111515M. QID:Q119859233.
- يلماز أوزتونا (2010)، موسوعة تاريخ الإمبراطوريَّة العُثمانيَّة السياسي والعسكري والحضاري: 629 - 1341هـ / 1231 - 1922م، ترجمة: عدنان محمود سلمان (ط. 1)، بيروت: الدار العربية للموسوعات، ج. 1، QID:Q119025953
- رائد سامي حميد الدوري (كانون الثاني 2013). "دوافع التوجُّهات العُثمانيَّة نحو أوربَّا الشرقيَّة 1358 -1299م: دراسة تاريخيَّة". مجلَّة سُرَّ من رأى. جامعة سامرَّاء. ج. 9 ع. 32. ISSN:1813-1735. مؤرشف من الأصل في 2023-06-15. {{استشهاد بدورية محكمة}}: تحقق من التاريخ في: |سنة= (مساعدة)
- سالم الرشيدي (2013). مُحمَّد الفاتح (ط. 2). القاهرة: دار البشير للثقافة والعلوم. ISBN:978-977-278-145-4. OCLC:1230017427. OL:19142507M. QID:Q119858534.
- محمد سهيل طقوش (2013). تاريخ العُثمانيين من قيام الدولة إلى الانقلاب على الخلافة (ط. 3). بيروت: دار النفائس للطباعة والنشر والتوزيع. ISBN:978-9953-18-443-2. OCLC:1025663587. QID:Q107311111.
- محمد زاهد گُل (1435هـ = 2014م). "الطَّريقة البكطاشيَّة". التحولات الفكريَّة في العالم الإسلامي: أعلام وكتب وحركات وأفكار، من القرن العاشر إلى الثاني عشر الهجري (ط. 1). هيرندون: المعهد العالمي للفكر الإسلامي. ISBN:9781565646216. مؤرشف من الأصل في 8 يناير 2020. اطلع عليه بتاريخ 20 أيلول (سپتمبر) 2018م. {{استشهاد بكتاب}}: تحقق من التاريخ في: |تاريخ الوصول= و|سنة= (مساعدة)
- مصطفى أرمغان (2014). التاريخ السرِّي للإمبراطوريَّة العُثمانيَّة: جوانب غير معروفة من حياة سلاطين بني عُثمان. ترجمة: عبد القادر عبد اللي (ط. 1). بيروت: الدار العربية للعلوم ناشرون. ISBN:978-614-01-1122-6. OCLC:913807734. QID:Q119023002.
- صالح گولن (2014). سلاطين الدولة العُثمانيَّة. ترجمة: منى جمال الدين (ط. 1). أسكدار: دار النيل للنشر. ISBN:978-975-315-462-8. OCLC:1139855026. QID:Q119860320.
- زهراء كرمان (18 أغسطس 2015). "عواصم الدولة العثمانية الثلاث". تُركيا پوست. مؤرشف من الأصل في 15 أغسطس 2018. اطلع عليه بتاريخ 18 أغسطس 2015. {{استشهاد ويب}}: تحقق من التاريخ في: |تاريخ الوصول= (مساعدة)
- أحمد يونم (2016). "ظُهور البكتاشيَّة والإشراف على الإنكشاريَّة". الإسلام المُوازي في تُركيا: البكتاشيَّة وجدل التأسيس (PDF) (ط. 1). دبي: مركز المسبار للدراسات والبحوث. مؤرشف من الأصل (PDF) في 20 أيلول (سپتمبر) 2018. اطلع عليه بتاريخ 20 أيلول (سپتمبر) 2018. {{استشهاد بكتاب}}: تحقق من التاريخ في: |تاريخ الوصول=، |سنة=، و|تاريخ أرشيف= (مساعدة)

كُتُب باللُّغة العُثمانيَّة:
- سعد الدين بن حسن جان (١٨٦٢ - ١٨٦٣). تاج التواريخ. إستانبول: طبعخانۀ عامره. ج. ١. مؤرشف من الأصل في 2023-06-05. {{استشهاد بكتاب}}: تحقق من التاريخ في: |سنة= (مساعدة)
- عبد الرحمن شرف (١٣١٥-١٣١٨هـ). تاريخ دولت عثمانيه (ط. ۲). إستانبول: قرەبت مطبعه‌سى. {{استشهاد بكتاب}}: تحقق من التاريخ في: |سنة= (مساعدة)
- شمس الدين سامي فراشري (١٣١٦هـ). قاموس الأعلام: تاريخ وجغرافيا لغاتنی وتعبير اصحله كافۀ أسماء خاصەیی جامعدر. إستانبول: مهران مطبعەسى.

باللُّغات التُركيَّة والإنگليزيَّة والفرنسيَّة:
- Gibbons, Herbert Adam. The Foundation of the Ottoman Empire: A History of the Osmanlis Up To the Death of Bayezid I 1300-1403 (بالإنجليزية). Routledge. ISBN:9781135029821. Archived from the original on 2019-12-16. Retrieved 2013-08-21.
- Creasy, Edward S. (1878). History of the Ottoman Turks (بالإنجليزية). London: Richard Bentley and Son. Archived from the original on 2021-09-25. Retrieved 2021-09-24.{{استشهاد بكتاب}}:  صيانة الاستشهاد: ref duplicates default (link)
- Aktepe, Mehmet Münir (1950). "Osmanlıların Rumelide ilk fetihleri: Çimpe kalesi". Tarih Dergisi (بالتركية). Ankara: Türk Tarih Kurumu. 1 (2). ISSN:0041-4255. Archived from the original on 2023-06-21.{{استشهاد بدورية محكمة}}:  صيانة الاستشهاد: ref duplicates default (link)
- Alerson, Anthony Dolphin (1956). The Structure of the Ottoman Dynasty (PDF) (بالإنجليزية). Oxford: Clarendon Press. Archived from the original (PDF) on 2024-07-03.{{استشهاد بكتاب}}:  صيانة الاستشهاد: ref duplicates default (link)
- Christopher, Walter (1967). J. M. Hussey (ed.). The Cambridge Medieval History (بالإنجليزية). Cambridge University Press. Vol. IV, The Byzantine Empire, Part I, Byzantium and its Neighbours.{{استشهاد بكتاب}}:  صيانة الاستشهاد: ref duplicates default (link)
- Philippidis-Braat, Anne (1975). Grégoire Palamas chez les Turcs: lettres et documents de sa captivité (بالفرنسية). Paris: Collège de France.{{استشهاد بكتاب}}:  صيانة الاستشهاد: ref duplicates default (link)
- Shaw, Stanford (1976). History of the Ottoman Empire and modern Turkey (PDF) (بالإنجليزية). New York: Cambridge University Press. Vol. 1. ISBN:9780521291668. Archived from the original (PDF) on 2015-09-25.{{استشهاد بكتاب}}:  صيانة الاستشهاد: ref duplicates default (link)
- Balfour, Patrick; Kinross, Baron (1977). The Ottoman Centuries: The Rise and Fall of the Turkish Empire (بالإنجليزية). London: Perennial. ISBN:9780688080938.
- Runciman, Steven (1986). The Great Church in captivity: a study of the Patriarchate of Constantinople from the eve of the Turkish conquest to the Greek War of Independence (بالإنجليزية). Cambridge University Press. ISBN:9780521313100. Archived from the original on 2023-04-29.{{استشهاد بكتاب}}:  صيانة الاستشهاد: ref duplicates default (link)
- Özcan, Abdülkadir (1989). "ALÂEDDİN BEY  (ö. 733/1333 [?]): Osman Gazi'nin, devletin kuruluş ve teşkilâtlanmasında önemli hizmetleri geçen oğlu." (PDF). TDV İslâm Ansiklopedisi (بالتركية). Türkiye Diyanet Vakfı. Vol. 2. Archived from the original (PDF) on 2023-06-27.{{استشهاد بموسوعة}}:  صيانة الاستشهاد: ref duplicates default (link)
- Nicol, Donald MacGillivray (1993), The Last Centuries of Byzantium, 1261–1453 (بالإنجليزية), Cambridge University Press, ISBN:9780521439916, Archived from the original on 2019-05-11{{استشهاد}}:  صيانة الاستشهاد: ref duplicates default (link)
- Peirce, Leslie P. (1993). The Imperial Harem: Women and Sovereignty in the Ottoman Empire (بالإنجليزية). Oxford University Press. ISBN:9780195086775. Archived from the original on 2019-07-15.{{استشهاد بكتاب}}:  صيانة الاستشهاد: ref duplicates default (link)
- Fine, John Van Antwerp (1994). The Late Medieval Balkans: A Critical Survey from the Late Twelfth Century to the Ottoman Conquest (بالإنجليزية). University of Michigan Press. ISBN:9780472082605. Archived from the original on 2020-06-18.{{استشهاد بكتاب}}:  صيانة الاستشهاد: ref duplicates default (link)
- Norwich, John Julius (1996). Byzantium: The Decline and Fall (بالإنجليزية). London: Penguin Books. ISBN:0140114491. Archived from the original on 2023-05-01.{{استشهاد بكتاب}}:  صيانة الاستشهاد: ref duplicates default (link)
- Bartusis, Mark C. (1997), The Late Byzantine Army: Arms and Society 1204–1453 (بالإنجليزية), University of Pennsylvania Press, ISBN:9780812216202, Archived from the original on 2019-06-05{{استشهاد}}:  صيانة الاستشهاد: ref duplicates default (link)
- Norwich, John Julius (1997). A Short History of Byzantium (بالإنجليزية). New York: Alfred A. Knopf Press. ISBN:0679772693. Archived from the original on 2023-05-01.{{استشهاد بكتاب}}:  صيانة الاستشهاد: ref duplicates default (link)
- Warren, Treadgold (1997). A History of the Byzantine State and Society (بالإنجليزية). Stanford University Press. ISBN:0804726302. Archived from the original on 2023-05-01. Retrieved 2021-10-28.{{استشهاد بكتاب}}:  صيانة الاستشهاد: ref duplicates default (link)
- Sakaoğlu, Necdet (1999). Bu Mülkün Sultanları (بالتركية). İstanbul: Oğlak Yayınları. ISBN:9753292996.{{استشهاد بكتاب}}:  صيانة الاستشهاد: ref duplicates default (link)
- Sakaoğlu, Necdet (1999). "Orhan". Yaşamlarıyla ve Yapıtlarıyla Osmanlılar Ansiklopedisi (بالتركية). Yapı Kredi Yayınları. Vol. 2. ISBN:9750800737.
- Goffman, Daniel (2002). The Ottoman Empire and Early Modern Europe (بالإنجليزية) (illustrated ed.). Cambridge University Press. ISBN:0521459087. Archived from the original on 2021-09-24. Retrieved 2021-09-24.{{استشهاد بكتاب}}:  صيانة الاستشهاد: ref duplicates default (link)
- Nicol, Donald M. (2002). The Reluctant Emperor: A Biography of John Cantacuzene, Byzantine Emperor and Monk, C. 1295–1383 (بالإنجليزية). Cambridge University Press. ISBN:9780521522014.{{استشهاد بكتاب}}:  صيانة الاستشهاد: ref duplicates default (link)
- Lowry, Heath (2003). The Nature of the Early Ottoman State (بالإنجليزية). SUNY Press. ISBN:0791456366.{{استشهاد بكتاب}}:  صيانة الاستشهاد: ref duplicates default (link)
- İnalcık, Halil (2009). Devlet-i ‘Aliyye Osmanlı İmparatorluğu Üzerine Araştırmalar-I (بالتركية). İstanbul: Kültür Yayınları. ISBN:9789944886451.{{استشهاد بكتاب}}:  صيانة الاستشهاد: ref duplicates default (link)
- İnalcık, Halil (2009). "Osmanlı Sultanı Orhan, (1324-1362) Avrupa'da Yerleşme". BELLETEN (بالتركية). Ankara: Türk Tarih Kurumu. 73 (266). ISSN:0041-4255. Archived from the original on 2023-06-21.
- İnalcık, Halil (2010). Kuruluş Dönemi Osmanlı Sultanları (1302-1481) (بالتركية). İstanbul: Türkiye Diyanet Vakfı İslam Araştırmaları Merkezi. ISBN:9786055586065.{{استشهاد بكتاب}}:  صيانة الاستشهاد: ref duplicates default (link)
- Kyriakidis, Savvas (2011). Warfare in Late Byzantium, 1204–1453 (بالإنجليزية). BRILL. ISBN:9789004206663.{{استشهاد بكتاب}}:  صيانة الاستشهاد: ref duplicates default (link)
- Salih Çelebi, Celal-Zâde (2013). Ḥadīḳatü’s-Selāṭīn (بالتركية). Ankara: Türk Tarih Kurumu.{{استشهاد بكتاب}}:  صيانة الاستشهاد: ref duplicates default (link)
- Yılmaz, Hakan (2015). "Osmanlılar'da İhtisab Kurumunun Menşei, Gelişimi ve Orhan Gâzî'nin Bursa'da Çıkardığı İlk 'İḥtisāb Ḳānūn-nāmesi'". Journal of Turkish Studies (بالتركية). 43. ISSN:0743-0019. Archived from the original on 2023-06-27. Retrieved 2021-12-25.{{استشهاد بدورية محكمة}}:  صيانة الاستشهاد: ref duplicates default (link)
- Emecen, Feridun (2019). "Mal Hatun: Osmanlı Beyliği'nin kurucusu Osman Bey'in hanımı." (PDF). TDV İslâm Ansiklopedisi (بالتركية) (Gözden Geçirilmiş 3 ed.). Türkiye Diyanet Vakfı. Vol. 2. Archived from the original (PDF) on 2021-09-24.{{استشهاد بموسوعة}}:  صيانة الاستشهاد: ref duplicates default (link)

## وصلات خارجيَّة
- تامر بدر (8 مارس 2014). "قادة لا تُنسى: أورخان غازي". قصَّة الإسلام. مؤرشف من الأصل في 30 يونيو 2023. اطلع عليه بتاريخ 13 سبتمبر 2016. {{استشهاد ويب}}: تحقق من التاريخ في: |تاريخ الوصول=، |تاريخ=، و|تاريخ أرشيف= (مساعدة)
- إحسان الفقيه (23 أغسطس 2022). "دور أورخان بن عثمان في البناء المؤسسي للدولة العثمانية (إضاءات عثمانية)". وكالة الأناضول. مؤرشف من الأصل في 30 يونيو 2023. اطلع عليه بتاريخ 30 يونيو 2023. {{استشهاد ويب}}: تحقق من التاريخ في: |تاريخ الوصول=، |تاريخ=، و|تاريخ أرشيف= (مساعدة)

| أورخان غازي عاهل آل عُثمانولد: 1281 توفي: 1362 |                                          |                 |
| ألقاب ملكية                                   |                                          |                 |
| سبقه عُثمان الأوَّل                              | سُلطان الدولة العُثمانيَّة (بك) 1326 – 1362م | تبعه مُراد الأوَّل |